# Istanbul

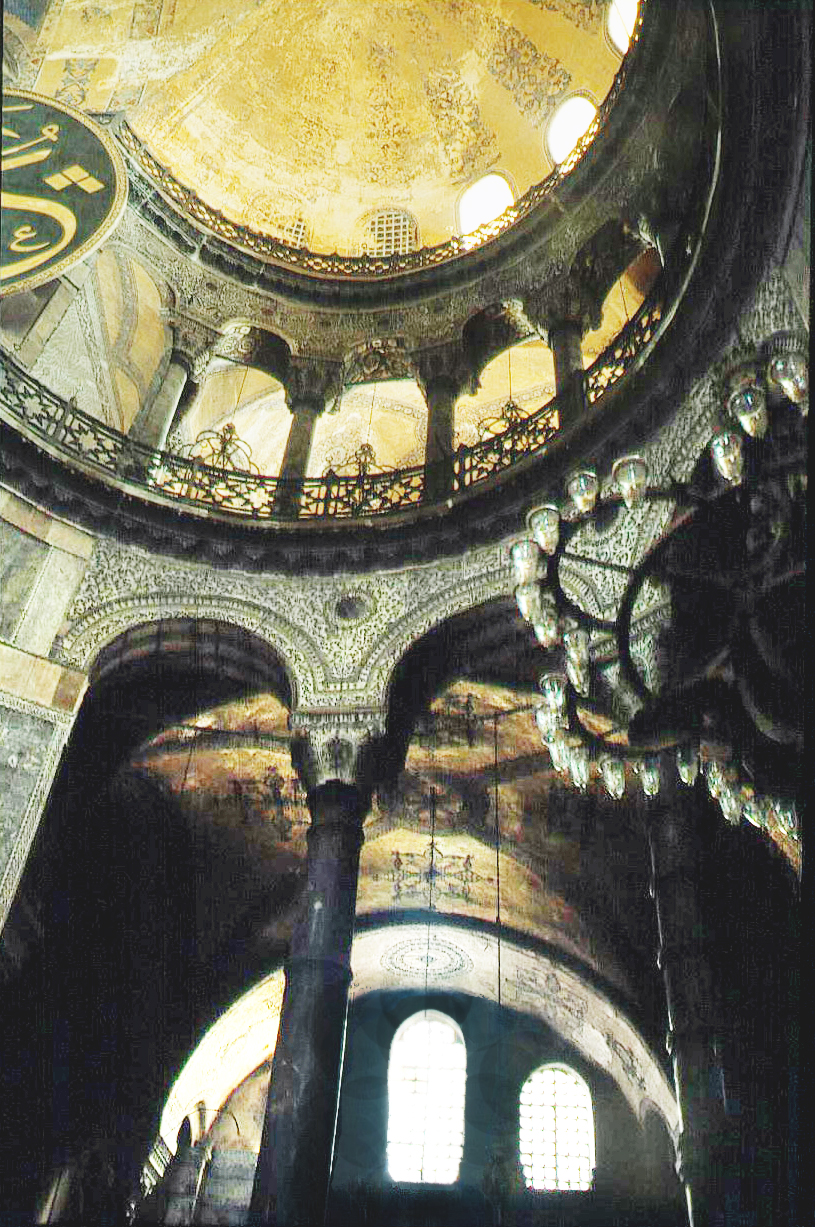
Interiorul Sfintei Sofia din Istanbul

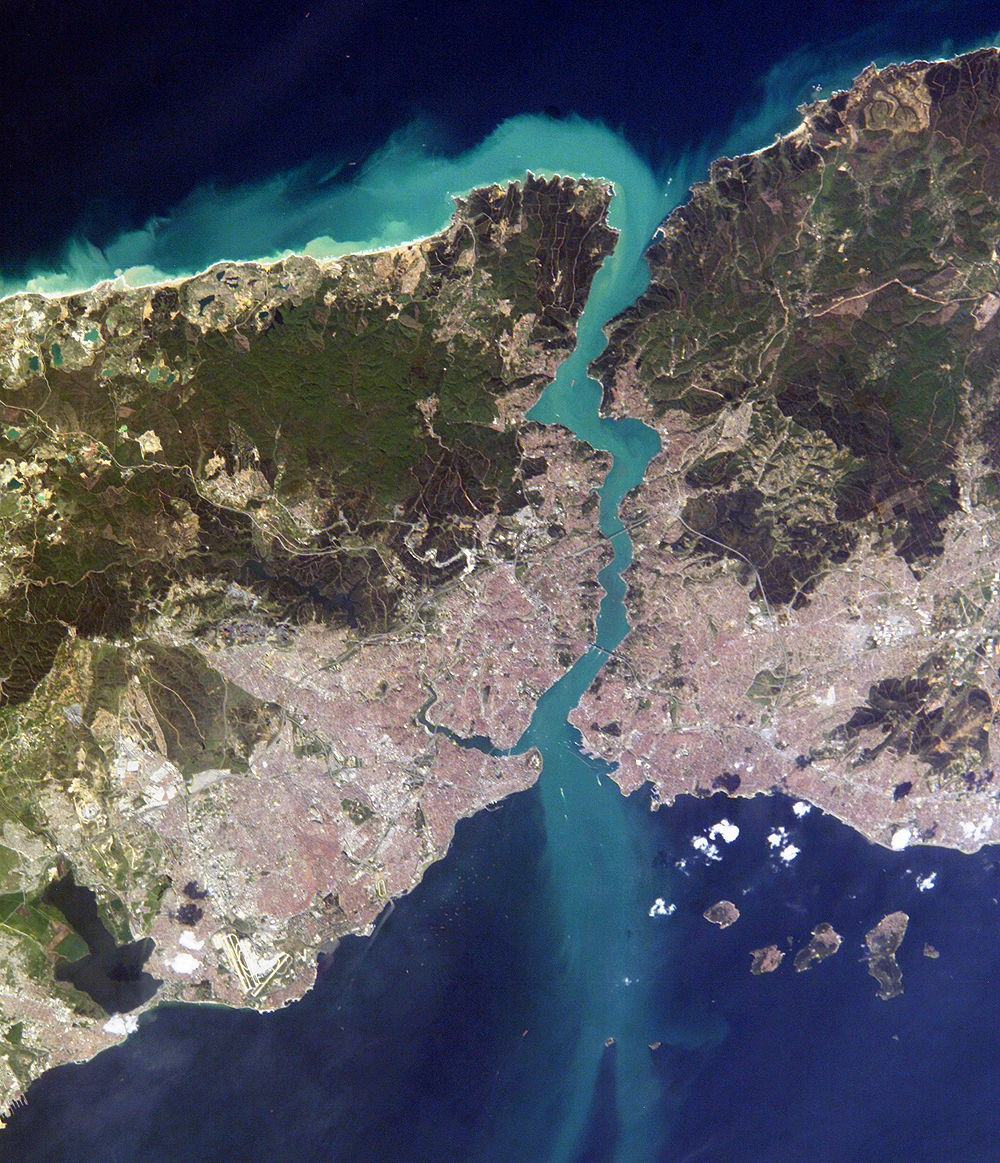
Imagine din satelit a Istanbulului și a strâmtorii Bosfor

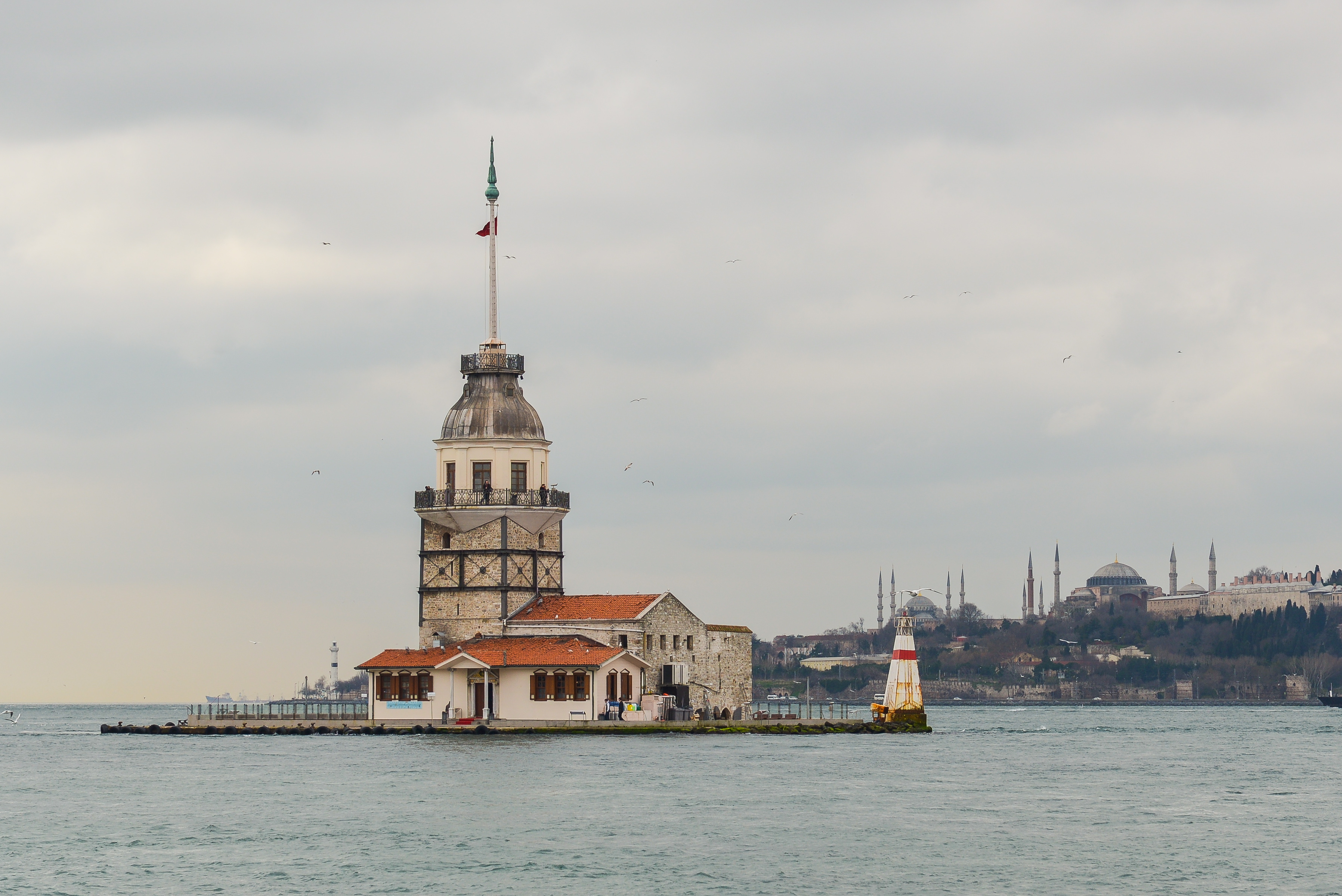
Istanbul, Turnul Fecioarei

Istanbul (în turcă İstanbul pronunțatⓘ), numit în antichitatea greacă Byzantion, apoi, după anul 330 d.Hr., Constantinopol — în greacă Κωνσταντινούπολις, a fost capitală a Imperiului Roman, pentru două scurte perioade dintre anii 324-395, a Imperiului Roman de Răsărit, denumit și Imperiul Bizantin de istoriografia umanistă, între 395-1204, a Imperiului Latin de Constantinopol între 1204-1261, apoi din nou a Imperiul Bizantin refăcut, între 1261-1453 și a Imperiului Otoman până la proclamarea Republicii Turcia, la 13 octombrie 1923. Imperiul Roman de Răsărit a început a fi numit Imperiul Bizantin începând din sec. al 16-lea prin inițiativa istoricului umanist Hieronymus Wolf. Întemeietorul legendar a fost un anume Byzas din orașul Megara, iar atunci când Constantin I-ul cel Mare a trasat limitele viitoarei sale capitale a cuprins o arie tot de șapte coline ca și în cazul Romei. Turcii au construit pe fiecare colină câte o moschee.
Istanbul este cea mai mare concentrare urbană a Turciei și singurul megalopolis din lume întins pe două continente. În vechile texte românești, orașul era numit Țarigrad, Stanbul, Stambul, Înalta Poartă sau Poarta. Oficial, fosta capitală a primit denumirea turcă de Istanbul la 28 martie 1930, până atunci păstrându-și pe plan internațional numele antic și tradițional de Constantinopol.
Cu o populație de peste 18,8 milioane, Istanbulul este un megalopolis, precum și principalul centru financiar, comercial și cultural al Turciei. Se întinde pe 27 de districte din cele 39 ale provinciei cu același nume, fiind una dintre cele mai mari metropole din lume. Este capitala economică a Turciei și prefectura provinciei cu același nume. Partea europeană se află situată în regiunea istorică Tracia, iar cea asiatică în Anatolia. Poartă numele oficial de Istanbul din 28 martie 1928. Alături de Atena și Roma, Constantinopolul, adică Istanbulul se clasează printre cele mai venerabile capitale ale Europei. El a fost înscris pe lista patrimoniului mondial al UNESCO începând cu anul 1985. Asemănător cu Constantinopolul în Evul Mediu, Istanbulul de astăzi reprezintă cea mai mare aglomerare umană a Europei.
În anul 2010 metropola a fost declarată una din cele trei Capitale Europene ale Culturii, celelalte două capitale culturale din 2010 fiind Pécs, Ungaria, și Essen, Germania.

## Etimologie
Există trei ipoteze principale privind formarea numelui de Istanbul:
- Prima presupune că ar proveni din deformarea a trei cuvinte grecești : Eis tim Poli ceea ce ar însemna „eu merg către Oraș”, deoarece Constantinopolul era arhetipul orașului, fiind chiar numit simplu „Orașul” de către bizantini în vorbirea curentă.
- Cea de a doua ipoteză presupune că numele ar proveni din cuvintele turcești Islam bol, care semnifică acolo unde Islamul abundă. Este o etimologie populară născută după cucerirea otomană prin care se exprima noul rol al orașului, atât capitală a Imperiului Otoman, cât și capitală a Califat-ului, mai târziu.
- Cea de a treia ipoteză pleacă de la ideea unei simple alterări populare, succesive, a denumirii de Constantinopolis în cea de Constantinopol și apoi mai departe. Datorită faptului că în fonetica turcă nu se poate pronunța st fără a se adăuga un i s-a ajuns la Istantinopol, apoi la Istantpol și la Istanbul.

## Descriere
Istanbulul este singurul oraș din lume ce se întinde pe malurile a două continente, Europa și Asia. Este situat în nord-estul Mării Marmara. Are o populație de aproximativ 18.800.000 de locuitori în zona metropolitană (2010), adică circa 18% din populația totală a Turciei, apreciată la peste 73.000.000 locuitori. Se poate aprecia că în realitate populația poate fi mai mare cu cel putin 1.000.000 de locuitori flotanți, asemănător tuturor marilor metropole. Cu toate că, la 13 octombrie 1923, orașul a pierdut calitatea de capitală în favoarea orașului Ankara, fost Angora, a rămas centrul economic cel mai important al Republicii Turcia.
În timpul antichității grecești și romane orașul s-a numit Byzantion, iar după 11 mai 330, s-a numit un timp Noua Romă, dar imediat a preluat numele întemeietorului său, împăratul roman Constantin I cel Mare, numindu-se Constantinopolis sau pe scurt, Constantinopol, adică orașul lui Constantin. Mult timp a fost numit de cuceritorii turci Istanbul, dar pe plan internațional a păstrat numele de Constantinopol. Abia începând cu 28 martie 1930, numele oficial al orașului a devenit Istanbul. Până în 1930, aglomerația urbană a orașului s-a numit oficial Constantinopol, iar cu apelativul Stanbul era desemnat numai Orașul Vechi, adică peninsula istorică. Numele modern Istanbul a fost extins în urma reformei de limbă și scriere turcă întreprinse de către Mustafa Kemal Ataturk în 1928, numită și Revoluția semnelor. Cu numele de Constantinopol orașul a servit drept capitală a Imperiului Roman în totalitatea sa, în două scurte perioade ale secolului al IV-lea e.n., al Imperiul Roman de Răsărit până la cucerirea turcă din anul 1453 și în final a Imperiului Otoman, până la transformarea acestuia în Republica Turcia. De reamintit că perioada Imperiului Roman de Răsărit a fost numită de istoriografia umanistă din secolul al XVI-lea, drept perioada bizantină, termen neutilizat anterior.
În perioadă anilor 1204 - 1261, a fost capitala Imperiului latin din Orient, ca urmare a cuceririi sale de către armata Cruciadei a IV-a (1195 - 1204).
Pe parcursul unui mileniu Constantinopol-ul și imperiul său au fost stindardul civilizației și culturii europene medievale, păstrătoare ale tezaurului de cultură, artă și civilizație antică. Constantinopolul și Imperiul Bizantin sunt considerate a fi un leagăn major de civilizație europeană și mondială, civilizație caracterizată printr-un larg sincretism. Aici s-a întâlnit civilizația greco-romană cu civilizațiile Orientului Apropiat și Mijlociu, de la care a împrumutat trăsături noi, luând naștere o civilizație de sinteză, civilizația bizantină. Imperiul Bizantin și capitala sa au constituit și creuzetul afirmării creștinismului, în general și al celui ortodox în special. Din punct de vedere istoric, alături de Atena și Roma, Constantinopolul și deci Istanbulul, este una dintre cele mai importante trei capitale antice care a dăinuit până astăzi.                                           Constantinopolul a fost cucerit de către sultanul Mahomed Cuceritorul în anul 1453. Unul dintre motivele cuceriri sale a fost Hadithul Profetului Muhammad în care zicea : “Cu adevărat, veți cuceri Constantinopolul. Ce conducător minunat va fi acel conducător și ce armată minunată va fi acea armată!”.

## Așezare
Istanbul este cel mai mare oraș din lume care se întinde pe două continente, Europa și Asia. Cea mai mare parte a cartierelor sale se găsesc pe pintenul din extrema sud-estică a Europei, despărțită de cele asiatice prin Marea Marmara și Strâmtoarea Bosfor. Pe partea europeană, golful adânc Cornul de Aur desparte cartierele europene în două sectoare: vechiul Constantinopol, la sud, și Orașul Nou la nord, cu cartierele Karaköy (Galata), Beyoglu (Pera), Katabaș, Taksîm, Beșiktaș, Ortaköy și altele mai noi, întinse în adâncul uscatului sau de-a lungul Bosfor-ului. Peste ape, pe malul asiatic, se află vechiul Scutari (Üsküdar), cu o seamă de alte cartiere mai noi, întinse pe țărmul Mării Marmara, spre sud și pe cel al Bosfor-ului, spre nord. Orașul-metropolă este considerat european deoarece centrul său istoric și ponderea locuirii de astăzi se află în Europa. Este centrul uneia dintre cele mai mari aglomerări urbane a continentului și reprezintă principalul pol economic al Republicii Turcia, cu toate că nu mai este capitală a statului. 
Nucleul Istanbul-ului, adică orașul vechi, este scăldat de apele Mării Marmara, de cele ale Bosfor-ului și de cele ale Cornului de Aur.

### Bosfor
Strâmtoarea Bosfor este o realitate geografică legată indestructibil de așezarea, existența și evoluția Istanbul-ului. Bosfor-ul (Boğaziçi în limba turcă), este o ruptură telurică a scoarței terestre dintre Europa și Asia, care permite comunicația dintre apele Mării Mediterane, prin Marea Egee și Marea Marmara, cu Marea Neagră. Strâmtoarea reprezintă întâlnirea a două plăci tectonice active care se contrapun la scară geologică. Bosfor-ul are o lungime de 31,7 km și o lățime ce variază între 650 și 2800 de metri. Apele sărate ale celor două mări, pe care le unește, au umplut un șanț geologic adânc, născut prin ruperea, sau compresarea uscatului la începutul erei quaternare. De 4-5 milenii un număr greu de precizat de seminții i-au traversat apele de pe un continent pe altul, sau de la o mare la alta, în ciuda curenților violenți ce îl străbat. În lungul strâmtorii adâncimea apelor variază între 36 și 124 de metri, cea mai mare adâncime fiind atinsă în dreptul localității Arnavatköy, "satul albanez" în limba turcă și numit odinioară Mega Revna, sat de creștini recunoscut astăzi pentru restaurantele lui pescărești. Aici ca și în România, la Galați sau Constanța, există obiceiul de "Aruncare a crucii în mare" de Bobotează, obicei vechi de numai 60 de ani. 
Navigația prin strâmtoare a fost totdeauna pusă în pericol de curenții foarte puternici și periculoși care străbat apele la două nivele distincte. Cei din partea superioară a apelor se îndreptă dinspre Marea Neagră spre Marea Marmara, iar cei de profunzime se scurg invers, cu efect nefast pentru adâncurile Mării Negre. Sub adâncimea de 200 de metri, în apele Mării Negre s-au acumulat substanțe nocive pentru viața animală. Aceasta a dispărut total datorită aportului de apă mult mai sărată dinspre bazinul mediteraneean în raport cu apa de suprafață din bazinul pontic, mult îndulcită de apele Dunării și a altor mari râuri ce vin din câmpia ruso-ucraineană. 
Pe unele porțiuni ale șenalului Bosfor-ului, pericolul provocat de curenți este crescut cu mult față de medie. La pericolele întâmpinate de navigație s-au adăugat, în ultimele secole, cele datorate construcțiilor militare medievale și moderne. Un exemplu îl pot oferi cele două mari cetăți construite de turci înainte de cucerirea Constantinopol-ului, Anadolu Hisar pe malul asiatic și Rumali Hisar pe malul european, în porțiunea cea mai strâmtă a șenalului, acolo unde între maluri sunt numai 660 de metri.
În baza Convenției de la Montreux, din 1936, apele Bosfor-ului au devenit parte a domeniului internațional și libere accesului oricăror nave străine. Traficul naval prin strâmtoare este unul dintre cele mai importante din lume. O statistică din anul 2002 arată că 47.000 de nave au tranzitat strâmtoarea, dintre care 8.000 au transportat încărcături periculoase, printre care gaze și petrol. În anul 2004 traficul a crescut la 54.000 de nave. 
Internaționalizarea strâmtorii și densitatea traficului naval greu a necesitat obligativitatea folosirii de piloți turci de către navele de mare tonaj. Pe lângă marele trafic naval internațional, apele strâmtorii sunt înțesate de o puzderie de vase mici turcești folosite la traversări, la navetele locuitorilor între cartiere, la trafic comercial local și, desigur, la turism.
Legătura rutieră dintre partea europeană și cea asiatică a metropolei se realizează prin două mari poduri suspendate de dată recentă, cu câte șase benzi de circulație: Podul Bosfor și Podul Fatih Sultan Mehmed sau Podul Cuceritorului. Pe calea apelor, cartierele de pe cele două continente sunt legate printr-o mulțime de linii navale de navetă, sau turistice. 
Totodată, funcționează și un tunel feroviar de legătură pe sub apele strâmtorii, la întâlnirea cu apele Mării Marmara, tunel destinat unei circulații urbane rapide între cartierele de pe malurile celor două continente. Tunelul poartă numele de Marmarayși are o lungime de 13,6 km. În jur de 1387 de metri din tunel trec pe sub strâmtoare la o adâncime în jur de 61 de metri. Tunelul va avea un traseu lung pe sub cartierele existente pe malul european al Mării Marmara și pe sub cele de pe malul asiatic, spre sud. Un factor de risc este acela că tunelul urmează pe circa 12 km falia seismică nord-anatoliană și că există pericolul unor cutremure, a unor tsunami, aflându-se și sub presiunea puternicilor curenți marini. Tunelul a fost proiectat pentru a face față unui cutremur de 7,5 pe scara Richter.

### Marea Marmara
Marea Marmara este un alt element geografic reprezentativ și definitoriu al așezării Istanbul-ului. Apele Mării Marmara scaldă latura sudică a vechiului Constantinopol, respectiv cartierele europene apusene. Pe celălalt continent scaldă cartierele asiatice de proveniență mai nouă cu tendință sudică. Marea Marmara este o mare internă a Turciei fiind cuprinsă numai între teritorii turce. Ea este situată între sud-estul Europei și Asia Mică, constituind o legătură între Marea Neagră și Marea Mediterană prin Marea Egee. Ca și strâmtoarea Bosfor este așezată pe traiectul faliei seismice nord-anatoliene, falie responsabilă de numeroase și dramatice seisme de mare putere. Este o mare de mici dimensiuni, dar bine delimitate. Are o suprafață de 11.500 Km² și o adâncime maximă de 1261 metri. Are o importanță economică majoră pentru Turcia, ea constituind o legătură avantajoasă între metropola Istanbul și marea zonă industrială din regiunea Izmit. De asemenea, se remarcă drept o mare deosebit de circulată, cu un trafic dintre cele mai importante din lume, datorită strâmtorilor între care este cuprinsă. Comunică cu Marea Neagră prin strâmtoarea Bosfor și cu Marea Mediterană prin strâmtoarea Dardanele, ambele foarte strâmte și strategice.
Vechii greci o numeau Propontida (în greacă Προποντις -ιδος adică Propontis -idos). Numele provine de la termenul pro, adică înainte și pontos, adică mare. Aceasta deoarece pentru grecii veniți din Marea Egee, această mică mare se afla înaintea Pontului Euxin. Numele de Marmara provine tot din limba greacă, de la vechiul termen Marmaros sau marmaron care desemna marmura albă cu granulații, sau cu vinișoare bleu, marmură foarte abundentă în insula Prokonnesos (nesos - insulă și prokos - căprioară), denumită mai târziu Insula Marmara. Numele ei s-a extins apoi asupra întregii mări.

### Cornul de Aur

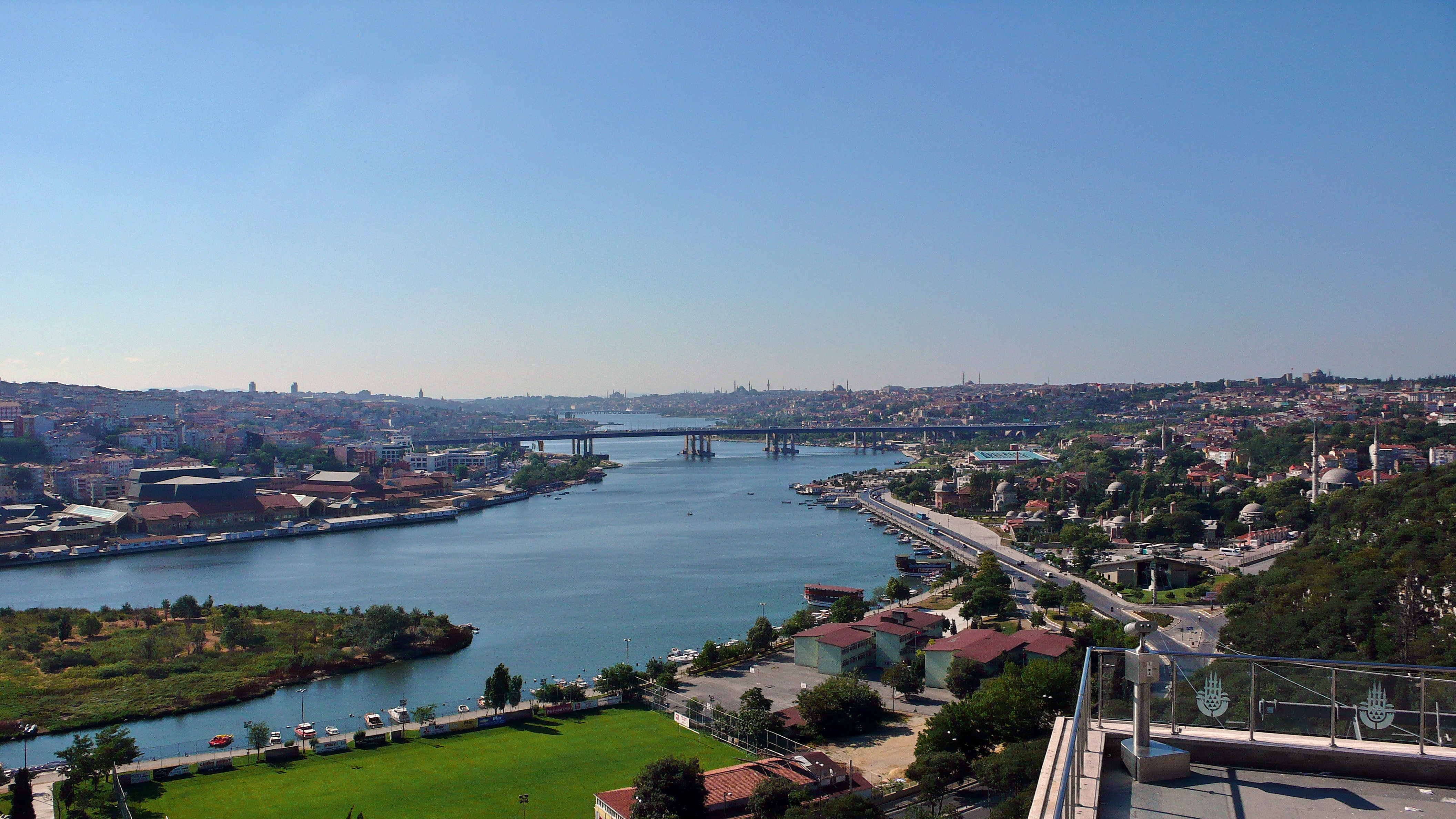
Cornul de Aur

Apele prietenoase care poartă acest nume atrăgător (în turcă Haliç) sunt un reper geografic esențial pentru Istanbul. Cornul de Aur este un golf lung și îngust, asemănător unui șarpe acvatic, un corn prelung cu vârful puțin curbat. Razele soarelui de după amiază se reflectă în apele sale, făcându-le să strălucească ca aurul topit. Malurile lui au cunoscut de-a lungul mileniilor mulțime de seminții purtătoare a diverse religii și stadii de dezvoltate pe scara civilizației. Chiar și astăzi cartierele care-l mărginesc oferă o imagine completă a compoziției etnice și religioase a metropolei. La începutul mileniului dinaintea erei noi în adâncul golfului a luat naștere o neînsemnată locuire umană, numită Semistra, folosind calitățile deosebite ale apelor lui pentru un port al navelor rudimentare. Mai târziu locuitorii s-au deplasat pe colina triunghiulară, mai înaltă, cuprinsă între Marea Marmara și minunatul și liniștitul golf. Noua așezare din sec. al 9-lea e.A, s-a numit Lygos. Ea a ocupat poziția dominantă deținută mai târziu de acropolisul viitorului Byzantion grecesc, întemeiat după legendă în anul 667 e.A și al Constantinopol-ului care i-a urmat începând cu anul 330 e.n. Astăzi Cornul de Aur desparte în două partea europeană a Istanbulului, la sud rămânând vechiul Constantinopol, iar la nord Orașul Nou, cel întemeiat de genovezi cu acordul bizantinilor, acolo unde s-au aciuit ulterior o mulțime de locuitori străini, mai ales apuseni, aduși de interese comerciale.
Golful are o lungime de 7,5 km și o lățime de 750 de metri. Atinge adâncimea cea mai mare, de 35 de metri, acolo unde se întâlnește cu Bosforul, în dreptul liniei imaginare care unește astăzi Palatul Topkapî, pe malul de sud, cu Turnul Galata pe malul de nord. In Antichitate și în epoca medievală a servit permanent drept port și zonă pentru construcții navale. Pe malul său sudic bizantinii au ridicat ziduri puternice și înalte de apărare. Tot pentru a proteja acea parte a orașului de un posibil atac pe mare, ei au plasat un lanț gros și greu la intrare în golf. Lanțul era fixat de un turn al orașului, pe partea sudică a golfului și de un alt turn mai vechi din dreptul Turnului Galata, turn care era cunoscut drept Megalos Pyrgos, adică Marele Turn. Lanțul era menit să împiedice trecerea navelor inamice în Cornul de Aur. Megalos Pyrgos a fost distrus în mare parte de cruciații jefuitori din Cruciada a IV-a în 1204, dar genovezii au ridicat unul mai falnic în apropiere, Turnul Galata, în 1348, pe care ei l-au numit Christea Turris.
Pe parcursul istoriei, lanțul a fost ocolit de trei ori:  În sec. al 10-lea, rușii din Kiev, veniți cu monoxile primitive, au ocolit lanțul trecând ambarcațiunile pe uscat, dar au fost distruși total de bizantini cu ajutorul focului grecesc. - În 1204, pe timpul Cruciadei a IV-a, venețienii au reușit să rupă lanțul cu un berbec. - În 1453 otomanii lui Mahomed al II-lea Cuceritorul au copiata soluția rușilor, trecându-și vasele pe o cale de uscat peste înălțimea Galata și relansându-le la apă în apele din Cornul de Aur.
Cornul de Aur este traversat astăzi de trei poduri, enumerate în ordinea vechimii și a poziționării spre interiorul golfului:
- Podul Galata ( Galata Koprűsű, sec.al 6-lea e.N, proiecte nerealizate 1502-1503, 1836, 1845, 1863, 1875, 1912, 1994)
- Podul Atatṻrk (Hayrat Koprűsű, devenit Atatűrk Koprűsű 1939)
- Podul Haliç (Podul Cornul de Aur) 1974, 1996.
- În 1502, sub sultanul Baiazid al II-lea, s-a cerut un proiect pentru pod lui Leonardo da Vinci. Marele umanist a proiectat un pod la care a utilizat trei principii bine cunoscute ale geometriei în arhitectură: bolta în semicerc, curba parabolică și cheia de boltă. În acest fel a conceput un pod fără precedent cu un tablier unic. Podul urma să aibă o deschidere de 240 de metri și o lățime de 24 de metri, devenind cel cu cea mai lungă deschidere și cel mai lat din lume la acea dată. Proiectul nu a primit aprobarea sultanului. La 17 mai 2006 s-a anunțat că proiectul va fi resuscitat. După cinci secole proiectul lui Leonardo da Vinci de traversare a Cornului de Aur va deveni primul proiect arhitectural de geniu, al Renașterii, care se va realiza la dimensiunile identice acelui timp. Podul cel nou va avea o înălțime de 24 de metri deasupra apelor.
- Trebuie adăugat că turcii au cerut și lui Michelangelo să prezinte și el un proiect, dar acela a refuzat propunerea. Ideea construirii unui pod peste Cornul de Aur a fost abandonată de otomani până în sec. al 19-lea.

### Seismicitate
Istanbul este metropola europeană cea mai expusă din punct de vedere seismic, el aflându-se așezat pe falia nord-anatoliană. Aceasta este o falie foarte activă și a produs foarte multe dezastre pe parcursul existenței orașului, din antichitate și până în anii perioadei foarte recente. Unul dintre cele mai devastatoare din istoria localității a fost cel din anul 1509, numit și "micul apocalips". Atunci s-a produs și un tsunami care s-a izbit de zidurile orașului, a distrus circa 100 de moschei și a ucis în jur de 10.000 de oameni. Dintre seismele oarecum recente se pot aminti cele din anii 1489, 1556, 1648, 1659, 1752, 1754, 1766 ( care a distrus moscheea Fatih, a ras cartierul Eyűp și a avut replici timp de opt luni), 1790, 1802, 1837, 1841, 1855, 1894 foarte distructiv), 1923 (două seisme mai mici sub gradul 5 pe scara Richter), 1952, 1957, 1963, 1999, cu epicentrul în orașul industrial Izmit. Cutremurele enumerate au avut diverse grade de intensitate, dar toate au fost consemnate istoric. 
Din studierea istoriei bisericii Sfânta Sofia se mai pot enumera cutremure memorabile din primul mileniu al erei noi. Se pot aminti cele din anii 553, 557 (două cutremure care au dus la prăbușirea uimitoarei cupole), 869, 986 (deteriorări care au dus la gândul închiderii definitive a bisericii) și 1348 (prăbușirea părții de răsărit a cupolei). Se apreciază că un cutremur devastator amenință metropola în următoarele decenii. Desigur că și fenomenul tsunami este un motiv de teamă al specialiștilor. Studiile arată că reguli stricte antiseismice nu s-au emis și nici aplicat de către constructorii turci. Se poate spune că până acum s-a construit fără responsabilitate, accentuându-se prea mult pe economia de materiale, pe costuri cât mai scăzute. Cea mai mare parte din locuințele înghesuite și înalte, mai ales cele din cartierele populare nu vor rezista în cazul unui cutremur puternic, sau chiar mediu.

## Clima
Istanbul se află în zonă temperată, fiind un oraș cu climat maritim-mediteraneean de tranziție, media anuală a temperaturii fiind de 14,3 °C.
Luna cea mai caldă este luna august, media temperaturii ajungând la 23,6 °C (scară Celsius). Luna cea mai răcoroasă este luna ianuarie, media temperaturii fiind în jur de 5,8 °C. Precipitațiile medii anuale este de 844 mm.
| Date climatice pentru Istanbul (Sarıyer), 1954–2013    | Date climatice pentru Istanbul (Sarıyer), 1954–2013 | Date climatice pentru Istanbul (Sarıyer), 1954–2013 | Date climatice pentru Istanbul (Sarıyer), 1954–2013 | Date climatice pentru Istanbul (Sarıyer), 1954–2013 | Date climatice pentru Istanbul (Sarıyer), 1954–2013 | Date climatice pentru Istanbul (Sarıyer), 1954–2013 | Date climatice pentru Istanbul (Sarıyer), 1954–2013 | Date climatice pentru Istanbul (Sarıyer), 1954–2013 | Date climatice pentru Istanbul (Sarıyer), 1954–2013 | Date climatice pentru Istanbul (Sarıyer), 1954–2013 | Date climatice pentru Istanbul (Sarıyer), 1954–2013 | Date climatice pentru Istanbul (Sarıyer), 1954–2013 | Date climatice pentru Istanbul (Sarıyer), 1954–2013 |
| Luna                                                   | Ian                                                 | Feb                                                 | Mar                                                 | Apr                                                 | Mai                                                 | Iun                                                 | Iul                                                 | Aug                                                 | Sep                                                 | Oct                                                 | Nov                                                 | Dec                                                 | Anual                                               |
| ------------------------------------------------------ | --------------------------------------------------- | --------------------------------------------------- | --------------------------------------------------- | --------------------------------------------------- | --------------------------------------------------- | --------------------------------------------------- | --------------------------------------------------- | --------------------------------------------------- | --------------------------------------------------- | --------------------------------------------------- | --------------------------------------------------- | --------------------------------------------------- | --------------------------------------------------- |
| Maxima medie °C (°F)                                   | 8.5 (47,3)                                          | 9.0 (48,2)                                          | 10.8 (51,4)                                         | 15.4 (59,7)                                         | 20.0 (68)                                           | 24.5 (76,1)                                         | 26.5 (79,7)                                         | 26.7 (80,1)                                         | 23.6 (74,5)                                         | 19.1 (66,4)                                         | 14.7 (58,5)                                         | 10.8 (51,4)                                         | 17,47 (63,44)                                       |
| Media zilnică °C (°F)                                  | 5.6 (42,1)                                          | 5.7 (42,3)                                          | 7.0 (44,6)                                          | 11.1 (52)                                           | 15.7 (60,3)                                         | 20.4 (68,7)                                         | 22.8 (73)                                           | 23.0 (73,4)                                         | 19.7 (67,5)                                         | 15.6 (60,1)                                         | 11.4 (52,5)                                         | 8.0 (46,4)                                          | 13,83 (56,9)                                        |
| Minima medie °C (°F)                                   | 3.2 (37,8)                                          | 3.1 (37,6)                                          | 4.2 (39,6)                                          | 7.7 (45,9)                                          | 12.1 (53,8)                                         | 16.5 (61,7)                                         | 19.5 (67,1)                                         | 20.0 (68)                                           | 16.8 (62,2)                                         | 13.0 (55,4)                                         | 8.9 (48)                                            | 5.5 (41,9)                                          | 10,88 (51,58)                                       |
| Minima istorică °C (°F)                                | −11 (12,2)                                          | −8.4 (16,9)                                         | −5.8 (21,6)                                         | −1.4 (29,5)                                         | 3.0 (37,4)                                          | 8.5 (47,3)                                          | 12.0 (53,6)                                         | 12.3 (54,1)                                         | 7.1 (44,8)                                          | 0.6 (33,1)                                          | −2.2 (28)                                           | −7 (19,4)                                           | −11 (12,2)                                          |
| Precipitații mm (inches)                               | 105.3 (4.146)                                       | 77.3 (3.043)                                        | 71.8 (2.827)                                        | 44.9 (1.768)                                        | 34.1 (1.343)                                        | 34.0 (1.339)                                        | 31.6 (1.244)                                        | 39.8 (1.567)                                        | 57.9 (2.28)                                         | 87.7 (3.453)                                        | 101.3 (3.988)                                       | 122.6 (4.827)                                       | 808,3 (31,823)                                      |
| Nr. de zile cu precipitații (≥ 0.1 mm)                 | 17.5                                                | 15.2                                                | 13.8                                                | 10.4                                                | 8.1                                                 | 6.0                                                 | 4.2                                                 | 4.9                                                 | 7.3                                                 | 11.2                                                | 13.3                                                | 17.3                                                | 129,2                                               |
| Ore însorite                                           | 71.3                                                | 87.6                                                | 133.3                                               | 180.0                                               | 251.1                                               | 300.0                                               | 322.4                                               | 294.5                                               | 243.0                                               | 164.3                                               | 102.0                                               | 68.2                                                | 2.217,7                                             |
| Sursă: Serviciul de Meteorologie a Turciei (1960–2012) |                                                     |                                                     |                                                     |                                                     |                                                     |                                                     |                                                     |                                                     |                                                     |                                                     |                                                     |                                                     |                                                     |

| Date climatice pentru Istanbul (Kireçburnu, Sarıyer), 1949-1999 | Date climatice pentru Istanbul (Kireçburnu, Sarıyer), 1949-1999 | Date climatice pentru Istanbul (Kireçburnu, Sarıyer), 1949-1999 | Date climatice pentru Istanbul (Kireçburnu, Sarıyer), 1949-1999 | Date climatice pentru Istanbul (Kireçburnu, Sarıyer), 1949-1999 | Date climatice pentru Istanbul (Kireçburnu, Sarıyer), 1949-1999 | Date climatice pentru Istanbul (Kireçburnu, Sarıyer), 1949-1999 | Date climatice pentru Istanbul (Kireçburnu, Sarıyer), 1949-1999 | Date climatice pentru Istanbul (Kireçburnu, Sarıyer), 1949-1999 | Date climatice pentru Istanbul (Kireçburnu, Sarıyer), 1949-1999 | Date climatice pentru Istanbul (Kireçburnu, Sarıyer), 1949-1999 | Date climatice pentru Istanbul (Kireçburnu, Sarıyer), 1949-1999 | Date climatice pentru Istanbul (Kireçburnu, Sarıyer), 1949-1999 | Date climatice pentru Istanbul (Kireçburnu, Sarıyer), 1949-1999 |
| Luna                                                            | Ian                                                             | Feb                                                             | Mar                                                             | Apr                                                             | Mai                                                             | Iun                                                             | Iul                                                             | Aug                                                             | Sep                                                             | Oct                                                             | Nov                                                             | Dec                                                             | Anual                                                           |
| --------------------------------------------------------------- | --------------------------------------------------------------- | --------------------------------------------------------------- | --------------------------------------------------------------- | --------------------------------------------------------------- | --------------------------------------------------------------- | --------------------------------------------------------------- | --------------------------------------------------------------- | --------------------------------------------------------------- | --------------------------------------------------------------- | --------------------------------------------------------------- | --------------------------------------------------------------- | --------------------------------------------------------------- | --------------------------------------------------------------- |
| Maxima medie °C (°F)                                            | 8.3 (46,9)                                                      | 8.7 (47,7)                                                      | 10.3 (50,5)                                                     | 15.2 (59,4)                                                     | 19.6 (67,3)                                                     | 24.2 (75,6)                                                     | 26.0 (78,8)                                                     | 26.1 (79)                                                       | 23.3 (73,9)                                                     | 19.0 (66,2)                                                     | 14.8 (58,6)                                                     | 10.9 (51,6)                                                     | 17,2 (62,96)                                                    |
| Media zilnică °C (°F)                                           | 5.5 (41,9)                                                      | 5.5 (41,9)                                                      | 6.7 (44,1)                                                      | 10.9 (51,6)                                                     | 15.4 (59,7)                                                     | 20.1 (68,2)                                                     | 22.4 (72,3)                                                     | 22.6 (72,7)                                                     | 19.5 (67,1)                                                     | 15.5 (59,9)                                                     | 11.6 (52,9)                                                     | 8.1 (46,6)                                                      | 13,65 (56,57)                                                   |
| Minima medie °C (°F)                                            | 3.0 (37,4)                                                      | 2.9 (37,2)                                                      | 4.0 (39,2)                                                      | 7.5 (45,5)                                                      | 11.9 (53,4)                                                     | 16.2 (61,2)                                                     | 19.1 (66,4)                                                     | 19.7 (67,5)                                                     | 16.6 (61,9)                                                     | 12.8 (55)                                                       | 8.9 (48)                                                        | 5.6 (42,1)                                                      | 10,68 (51,23)                                                   |
| Precipitații mm (inches)                                        | 103.6 (4.079)                                                   | 70.5 (2.776)                                                    | 71.0 (2.795)                                                    | 47.2 (1.858)                                                    | 45.8 (1.803)                                                    | 36.8 (1.449)                                                    | 35.6 (1.402)                                                    | 38.6 (1.52)                                                     | 51.9 (2.043)                                                    | 81.3 (3.201)                                                    | 100.8 (3.969)                                                   | 122.0 (4.803)                                                   | 805,1 (31,697)                                                  |
| Nr. mediu de zile cu ninsoare (≥ 0.1 mm)                        | 3.6                                                             | 4.2                                                             | 2.1                                                             | 0.0                                                             | 0.0                                                             | 0.0                                                             | 0.0                                                             | 0.0                                                             | 0.0                                                             | 0.0                                                             | 0.3                                                             | 1.5                                                             | 11,7                                                            |
| Sursă: Serviciul de Meteorologie a Turciei(1949–1999)           |                                                                 |                                                                 |                                                                 |                                                                 |                                                                 |                                                                 |                                                                 |                                                                 |                                                                 |                                                                 |                                                                 |                                                                 |                                                                 |

| Date climatice pentru Istanbul (Bahçeköy, Sarıyer), 1949-1999 | Date climatice pentru Istanbul (Bahçeköy, Sarıyer), 1949-1999 | Date climatice pentru Istanbul (Bahçeköy, Sarıyer), 1949-1999 | Date climatice pentru Istanbul (Bahçeköy, Sarıyer), 1949-1999 | Date climatice pentru Istanbul (Bahçeköy, Sarıyer), 1949-1999 | Date climatice pentru Istanbul (Bahçeköy, Sarıyer), 1949-1999 | Date climatice pentru Istanbul (Bahçeköy, Sarıyer), 1949-1999 | Date climatice pentru Istanbul (Bahçeköy, Sarıyer), 1949-1999 | Date climatice pentru Istanbul (Bahçeköy, Sarıyer), 1949-1999 | Date climatice pentru Istanbul (Bahçeköy, Sarıyer), 1949-1999 | Date climatice pentru Istanbul (Bahçeköy, Sarıyer), 1949-1999 | Date climatice pentru Istanbul (Bahçeköy, Sarıyer), 1949-1999 | Date climatice pentru Istanbul (Bahçeköy, Sarıyer), 1949-1999 | Date climatice pentru Istanbul (Bahçeköy, Sarıyer), 1949-1999 |
| Luna                                                          | Ian                                                           | Feb                                                           | Mar                                                           | Apr                                                           | Mai                                                           | Iun                                                           | Iul                                                           | Aug                                                           | Sep                                                           | Oct                                                           | Nov                                                           | Dec                                                           | Anual                                                         |
| ------------------------------------------------------------- | ------------------------------------------------------------- | ------------------------------------------------------------- | ------------------------------------------------------------- | ------------------------------------------------------------- | ------------------------------------------------------------- | ------------------------------------------------------------- | ------------------------------------------------------------- | ------------------------------------------------------------- | ------------------------------------------------------------- | ------------------------------------------------------------- | ------------------------------------------------------------- | ------------------------------------------------------------- | ------------------------------------------------------------- |
| Maxima medie °C (°F)                                          | 8.0 (46,4)                                                    | 8.6 (47,5)                                                    | 10.5 (50,9)                                                   | 15.9 (60,6)                                                   | 20.6 (69,1)                                                   | 24.7 (76,5)                                                   | 26.3 (79,3)                                                   | 26.6 (79,9)                                                   | 23.7 (74,7)                                                   | 19.2 (66,6)                                                   | 14.7 (58,5)                                                   | 10.4 (50,7)                                                   | 17,43 (63,38)                                                 |
| Media zilnică °C (°F)                                         | 4.6 (40,3)                                                    | 4.7 (40,5)                                                    | 6.0 (42,8)                                                    | 10.5 (50,9)                                                   | 15.0 (59)                                                     | 19.3 (66,7)                                                   | 21.5 (70,7)                                                   | 21.6 (70,9)                                                   | 18.2 (64,8)                                                   | 14.1 (57,4)                                                   | 12.2 (54)                                                     | 6.8 (44,2)                                                    | 12,88 (55,18)                                                 |
| Minima medie °C (°F)                                          | 1.7 (35,1)                                                    | 1.6 (34,9)                                                    | 2.8 (37)                                                      | 6.4 (43,5)                                                    | 10.7 (51,3)                                                   | 14.5 (58,1)                                                   | 17.0 (62,6)                                                   | 17.6 (63,7)                                                   | 14.2 (57,6)                                                   | 10.8 (51,4)                                                   | 6.9 (44,4)                                                    | 3.9 (39)                                                      | 9,01 (48,21)                                                  |
| Precipitații mm (inches)                                      | 152.1 (5.988)                                                 | 100.1 (3.941)                                                 | 105.2 (4.142)                                                 | 57.2 (2.252)                                                  | 45.8 (1.803)                                                  | 40.5 (1.594)                                                  | 37.4 (1.472)                                                  | 54.1 (2.13)                                                   | 67.3 (2.65)                                                   | 118.2 (4.654)                                                 | 135.1 (5.319)                                                 | 175.4 (6.906)                                                 | 1.088,4 (42,85)                                               |
| Nr. mediu de zile cu ninsoare (≥ 0.1 mm)                      | 4.2                                                           | 4.7                                                           | 2.9                                                           | 0.1                                                           | 0.0                                                           | 0.0                                                           | 0.0                                                           | 0.0                                                           | 0.0                                                           | 0.0                                                           | 0.5                                                           | 2.3                                                           | 14,7                                                          |
| Sursă: Serviciul de Meteorologie a Turciei(1949–1999)         |                                                               |                                                               |                                                               |                                                               |                                                               |                                                               |                                                               |                                                               |                                                               |                                                               |                                                               |                                                               |                                                               |

## Evoluția toponimiei
a) Bizantion - denumirea greacă din anul 667 î.Chr, anul prezumtiv al întemeierii orașului de către Byzas din Megara, după aprecierea lui Eusebios din Cesareea, (Byzantium în varianta latină).
b) Nova Roma - "Noua Romă" (toponim atribuit de împăratul Constantin cel Mare după anul 324 d.Chr, până la 11 mai 330 d. Chr, data inaugurării oficiale a noii capitale.)
c) Constantinupolis, uzual Constantinopol - "Orașul lui Constantin" (denumire dată de romani în anul 330 d.Chr., în cinstea împăratului întemeietor de capitală Constantin cel Mare)
d) Dar El Saadat - "Orașul Fericit" (toponim arab din Evul Mediu).
e) Țarigrad - "Orașul Țarului" (denumirea slavă a orașului, care echivala cu "Orașul Cesarului").
f) Istanbul - toponim folosit de turci după anul cuceririi orașului 1453, conform cu cele relatate la capitolul Etimologie. Acesta a fost oficializat odată cu proclamarea Republicii Turcia, în anul 1923.

## Considerații privind evoluția demografică în Istanbul
Dacă e să vorbim despre numărul de locuitori înregistrați în acest oraș, atunci acesta a fost dintotdeauna unul instabil, deoarece poziția geografică pe care o ocupă Istanbulul permite acestui oraș să aibă o populație în jur de 18,8 milioane de locuitori, dar niciodată nu s-a făcut publică o cifră exactă a numărului de locuitori. Un alt factor care influențează aglomerația urbană este afluxul anual enorm de turiști, care vizitează Istanbulul indiferent de sezon.
În metropolă locuiesc o mulțime de alte naționalități europene sau asiatice, de aceea se poate vorbi de un mare oraș cosmopolit, dar predominant turcesc. Este o metropolă în care nu se face delimitarea dintre noapte și zi, un oraș în care istoria își trăiește prezentul. Evoluția populației: în anul 1945, 1,078 milioane, în 1950 1,533 milioane, în 1990 7,309 milioane, în 1997 9,199 milioane, în 2010 18,8 milioane. În ultimii ani în Istanbul au migrat 11 milioane de oameni.
Pentru perioada antică și medievală se pot da câteva date interesante: 100.000 de locuitori în timpul vieții lui Constantin I-ul cel mare, aproximativ în anul 330 e.n, 200.000 de locuitori la sfârșitul sec. al 4-lea e.n, 4-500.000 în sec. al 5-lea și 800.000 locuitori după sec. 6-7 e.n, în jur de 1.000.000 locuitori în jurul anului 1000 e.n. Apoi populația a scăzut brutal până la cucerirea otomană, ca să ajungă la același nivel abia după un mileniu.
Populația Istanbulului s-a mărit de trei ori în ultimii 25 de ani. Aproape 70% din locuitori trăiesc în partea europeană a sa și doar 30 la sută în partea asiatică. De asemenea, în ultima perioadă s-a înregistrat un flux migraționist al populației băștinașe, care, cu scopul de a-și găsi un loc de trai mai bun, părăsesc casele lor din regiunea Anatoliei și încearcă să se stabilească în Istanbul.

## Componența religioasă în Istanbul
Comunitatea religioasă dominantă în Istanbul este cea musulmană, sau islamică Islam, de care aparține circa 99% din populație. Chiar din punct de vedere religios, încă de la ocuparea de către turci, marea capitală a avut un caracter cosmopolit, desigur, cu diferite grade de constrângere din partea Înaltei Porți, cu diverse grade de toleranță. Religia non-islamică cea mai importantă, tolerată încă de la început de otomani a fost cea creștin ortodoxă, adică cea tradițională în vechiul Constantinopol. Tolerat a fost și creștinismul ecumenic romano-catolic prin bisericile din cartierul genovez Galata. Patriarhatul Ecumenic Ortodox a fost tolerat din prima clipă după cucerire de însuși sultanul Mahomed al II-lea Cuceritorul. La scurt timp după instaurarea puterii otomane au existat chiar convorbiri directe între sultan și patriarh. Bisericile catolice din Galata au primit libertate de funcționare printr-un tratat anterior cuceririi Constantinopol-ului, tratat survenit între sultan și locuitorii creștini, majoritar genovezi, ca răsplată pentru neimplicarea acestora în ajutorarea bizantinilor asediați. La începuturile puterii otomane s-au aciuit sub aripa Patriarhatului Ecumenic Ortodox o serie de rituri creștine răsăritene. Ulterior toate celelalte forme de rit creștin și-au obținut dreptul de a exista independent în capitala sultanilor, unele chiar prin tratate sau convenții interstatale. Credința mozaică s-a bucurat totdeauna de toleranță în țările islamice, deci și în capitala otomană cea nouă. În istoria de cinci secole a Imperiului Otoman credințele și locașurile creștine au avut mult de suferit din partea guvernării musulmane, sau din partea credincioșilor musulmani habotnici. Au avut loc chiar pogromuri. Ultimul la mijlocul sec. al 20-lea, în plină epocă modernă. Cu toate acestea creștinismul a rămas ancorat pe pământul venerabilei capitale creștine. Odată cu instaurarea Republicii Turcia toleranța religioasă s-a accentuat, iar numărul de credințe non-islamice s-a extins, deși majoritatea celor noi nu au un caracter reprezentativ. Ca o curiozitate, trebuie consemnat că după declararea Republicii a luat ființă și un neînsemnat Patriarhat Ortodox Turc, condus de un patriarh de origine greacă care s-a dorit independent. Deși a primit sprijin din partea statului, acesta și-a pierdut repede importanța, așa că turcii creștini ortodocși au preferat să se alăture vechiului Patriarhat Ecumenic Ortodox de limbă greacă. Minoritățile religioase din prezent sunt foarte diverse, având uneori chiar individualism etnic: greco-ortodocși, romano-catolici, protestanți de diverse orientări, creștini ortodocși armeni, greco-catolici, nestorieni, maroniți, iacobiți, caldeeni, melkiți, nestorieni, mozaici diverși și sectanți.
In 1492 sultanul Baiazid al II-lea a aprobat imigrarea în imperiul său a refugiaților evrei din Spania, izgoniți de regina Isabella Catolica și persecutați de Inchiziția spaniolă. Istanbulul adăpostește aproximativ 22.000 de evrei din cei 25.000 existenți în țară. Comunitatea dispune de 16 sinagogi, un spital, o școală, o casă de odihnă și de o publicație săptămânală. Orașul adăpostește și cea mai mare parte din Sabbateenii din țară, sectă emanată de la Sabbatai Tsevi.
Turcia alături de Franța și Portugalia formează grupul de state cu adevărat laice. Laicitatea Turciei este garantată de armată prin comandamentul ei suprem încă de când a fost instituită de Atatürk. Din anii 30 ai sec. al 20-lea Turcia nu mai are o religie oficială, iar din 1965 nu s-a mai întocmit nici o statistică religioasă. Populația creștină, surprinzător de puternic reprezentată pe timpul Imperiului Otoman, s-a diminuat puternic după 1924, adică după schimbul de populație dintre Turcia și Grecia. Diminuarea a continuat însă și ulterior la Istanbul până în 1955 și după aceea până în 2006. Cu toate că a cunoscut o anumită creștere în ultimele decenii ea nu mai reprezintă astăzi decât circa 10% din populația țării.  
Conform recensământului din anul 2000, s-au înregistrat 2691 moschei, 123 biserici și 26 de sinagogi, de asemenea 109 cimitire musulmane și 57 de cimitire non-musulmane. Cea mai importantă și renumită instituție religioasă non-islamică a rămas Patriarhului Ecumenic Ortodox, liderul spiritual al bisericii greco-ortodoxe. El are un sediu modest și trist în cartierul Fanar, cartier vechi și sărăcăcios, așezat pe la mijlocul țărmului sudic al golfului Cornul de Aur. Istanbul a fost ultima reședință a Califatului, reprezentat de sultan între 1517-1924. În 1924 instituția califatului a fost dizolvată, iar administrarea sa a fost preluată de către Parlamentul Turc. 
Comunitatea greco-ortodoxă posedă încă 95 de biserici, 20 de școli, un spital și două cotidiene, dar ea a dispărut progresiv prin emigrare. Ea cuprindea 170.000 de oameni în 1920, 100.000 în 1927, 19.000 în 1959, după pogromul din 1955. Apoi a scăzut la 7.000 de credincioși în 1978, ca să ajungă la 2500 în 2006. În această situație instituțiile greco-ortodoxe nu funcționează în realitate. Patriarhul ecumenic greco-ortodox este Bartolomeu I-ul (din 1991). Seminarul a fost închis după ce o lege a prevăzut ca Patriarhul să fie cetățean turc, sau născut în Turcia. Patriarhul Ecumenic Ortodox riscă să dispară după ce a rezistat o jumătate de mileniu sub opresiunea otomană și încă 100 de ani sub Republica turcă declarată ca laică. Probabil că se va găsi o rezolvare a situației deoarece Turcia nu-și permite să îndepărteze înțelegerea și simpatia greu câștigată de la creștinii moderni, oameni de afaceri sau turiști. 
Cvasi-dispariția creștinilor din Turcia a început în primăvara anului 1915 când s-a declanșat genocidul împotriva armenilor, genocid ce a dus la dispariția a 1.200.000 de armeni în condiții sălbatice. Comunitatea armenilor, aproximativ 22000 de persoane, posedă 33 de biserici apostolice, 12 biserici catolice și trei protestante, două spitale, două orfelinate, 19 școli și trei ziare. Guvernământul dorește să șteargă pe orice cale amintirea faptelor de genocid din anul 1915. 

## Economia

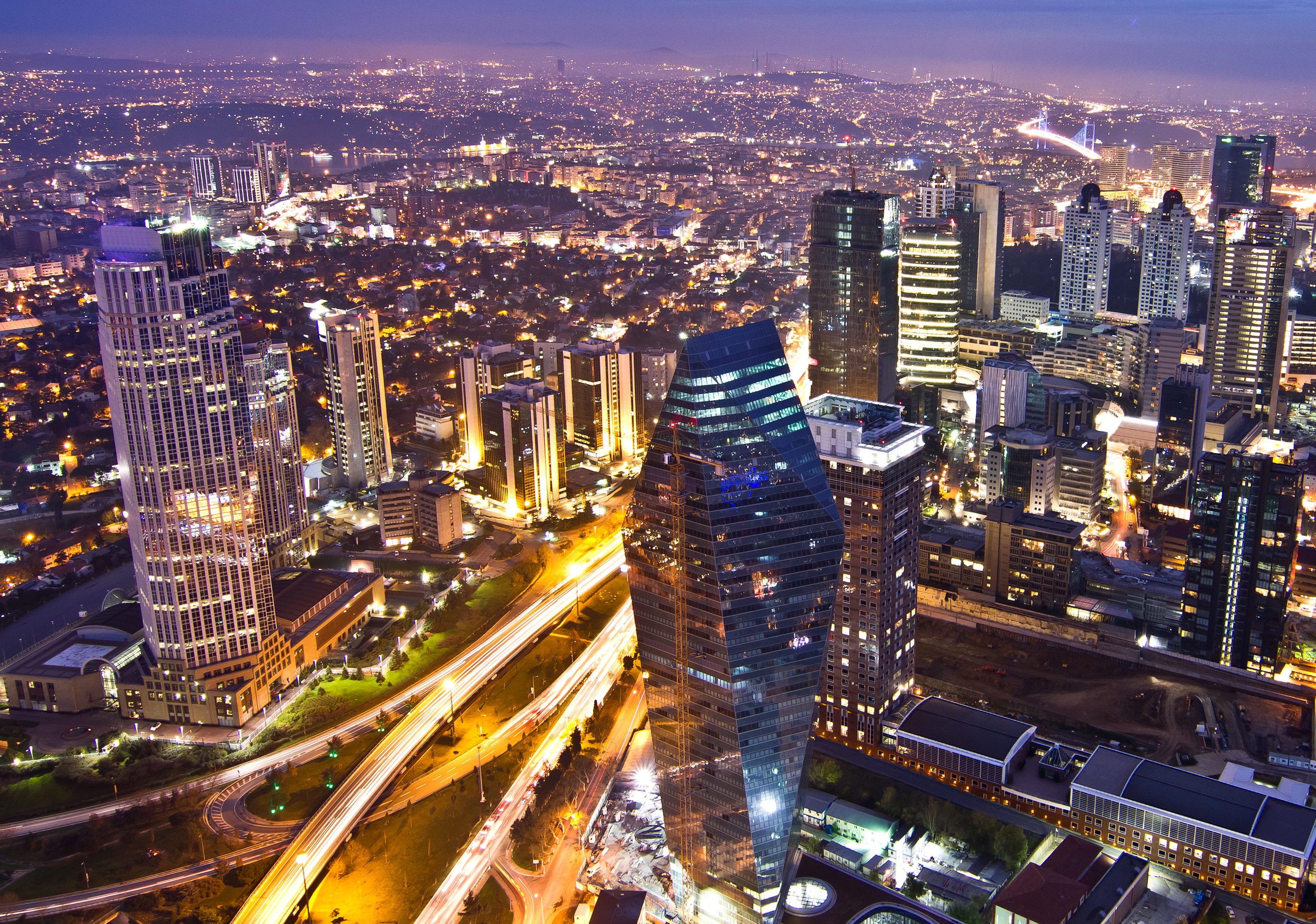
Cartierul financiar Levent din Istanbul

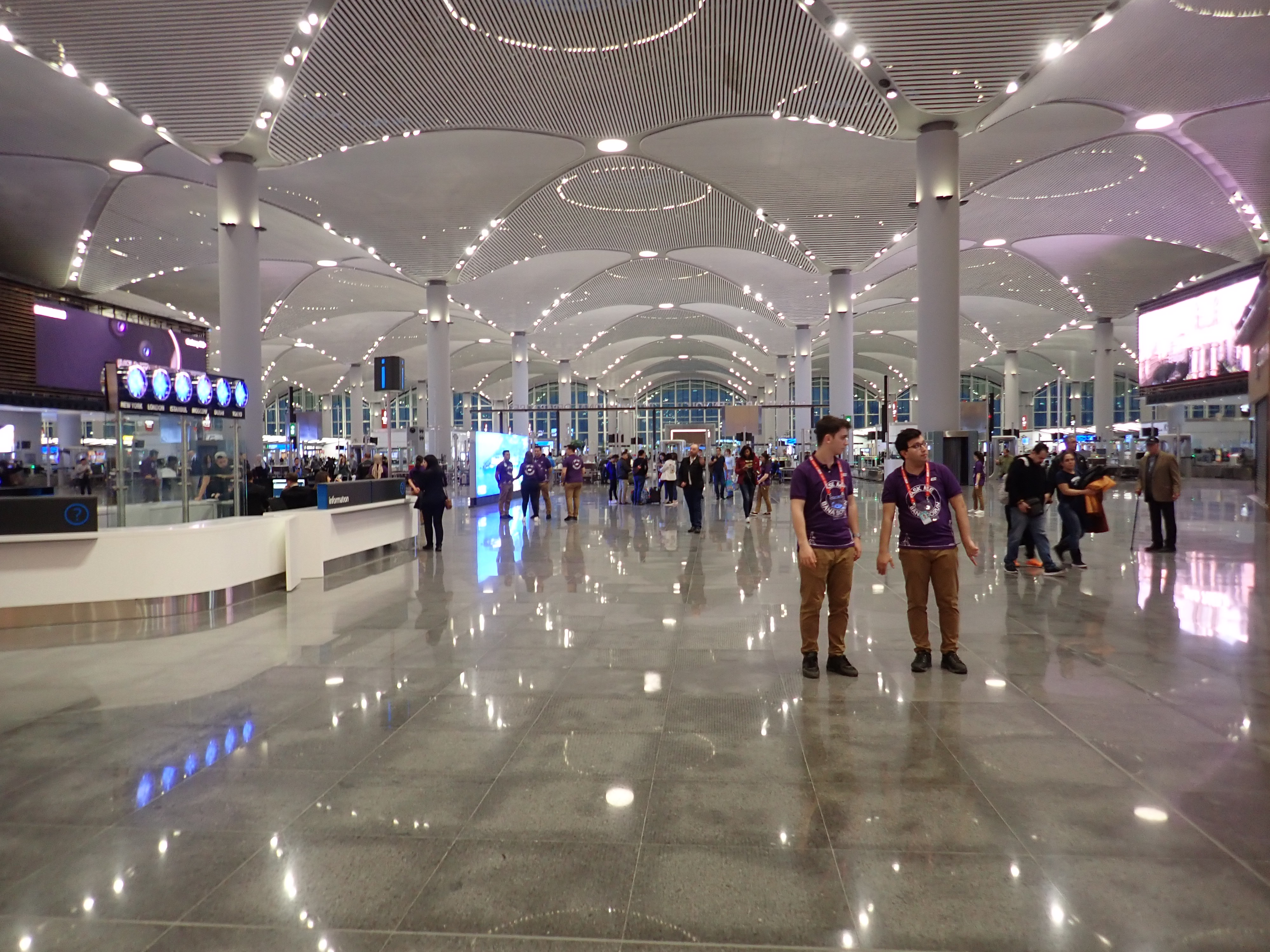
Aeroportul Istanbul

Istanbulul a rămas centrul vieții economice a Turciei și după mutarea capitalei  politice la Ankara în anul 1923. Orașul Istanbul este un centru al industriei ușoare și manufacturiere, al culturii, educației și activității de export-import. Deține cel mai mare și activ port comercial și turistic al țării. Aeroportul Istanbul este cel mai mare aeroport din Europa după numărul de pasageri. Istanbul este cel mai bogat oraș din Turcia, cu un produs intern brut PIB de peste 150 de miliarde de dolari SUA în anul 2007. Acesta reprezenta peste 21% din cel național. Deschiderea piețelor specifice în oraș în jurul anilor 1980 a dus la dezvoltarea pe mai departe a statutului său economic. 
În anul 2006 metropolei i-au revenit un procent de 56,6% din totalul exporturilor și 60,2% din importurile Turciei. 
Levent (Levant) este cartierul financiar al Istanbul-ului, dar și cel mai larg centru industrial al Turciei. 
La sfârșitul Primului Război Mondial în Istanbul au pătruns trupe de ocupație ale aliaților din Antantă și pe lângă alte întinse teritorii Turcia, fostul Imperiul Otoman, a pierdut o parte din teritoriul său european în favoarea Greciei. Considerând Istanbulul o poziție vulnerabilă într-un posibil război viitor, guvernul republican turc a evitat să mai concentreze în metropolă unele ramuri industriale vitale pentru economie. Ca urmare, investițiile industriale majore ale secolului al 20-lea s-au deplasat către Izmit, fosta cetate antică Nicomedia, oraș care se bucura de două mari avantaje. Se găsea nu prea departe de aglomeratul Istanbul, de unde putea atrage forță de muncă și menținea avantajul unei deschideri la mare. La Izmit s-au dezvoltat o mare parte a industriilor grele din țară, siderurgie, construcții navale și auto, rafinării, industrii pentru obiecte electrocasnice, fabrici de ciment și chimice, etc. În aceste condiții la Istanbul s-au dezvoltat industriile secundare și ușoare, alături de un număr incomensurabil de ateliere mici cu caracter manufacturier. Se poate aprecia că în prezent metropola trăiește mai mult, sau egal, din comerț și din serviciile adiacente industriei turismului.

## Locuri de vizitat
- Marea Moschee Hagia Sofia [12]
- Palatul Topkapî
- Biserica Sfânta Irina
- Biserica Chora sau Kariye Muzesi, sau Kariye Camîi, sau Kariye Kilisesi
- Biserica mănăstirii Pammakaristos
- Mica Hagia Sophia
- Biserica și mănăstirea Sfântul Ioan din Studion (ruine)
- Biserica Sfânta Maria din Blachernes
- Biserica-Capelă Sfântul Therapon
- Biserica bulgară Sf. Ștefan
- Biserica ortodoxă română din Istanbul
- Biserica Sf. Maria a mongolilor
- Catedrala Sfântul Gheorghe din Istanbul
- Ruinele Bisericii Sfânta Maria Chalcopratea
- Ruinele mănăstirii Samson
- Muzeul de Arheologie
- Muzeul Vechiului Orient
- Muzeul mozaicurilor Marelui Palat bizantin)
- Muzeul Dogancay (Muzeul de Artă Modernă)
- Muzeul de Artă Turcă și Islamică
- Moscheea Albastră [13]
- Moscheea Suleymaniye
- Moscheea Sultanei Roxelana
- Moscheea Yavuz Selim
- Moscheea Șehzade
- Moscheea lui Baiazid al II-lea
- Moscheea lui Rüstem Pașa
- Moscheea Sultan Valide sau Moscheea Nouă
- Moscheea Prnțesei Mihrimah
- Moscheea lui Selim
- Moscheea Fatih
- Moscheea Luminii lui Osman
- Moscheea Eyüp
- Moscheea Ortaköy
- Moscheea lui Kılıç Ali Pașa
- Moscheea subterană din Galata
- Moscheea Arap (biserica dominicană Sf. Paul)
- Moscheea Bodrum (Myrelaion)
- Moscheea Fenari Isa (biserica Libos tou Theotokos)
- Moscheea Kalenderhane (biserica Kyriotissa Thetokos)
- Moscheea Sokullu Mehmed Pașa
- Moscheea Zeyrek (biserica Christos Pantocrator)
- Moscheea Atik Mustafa Pașa (biserica Sf. Tekla din Blachernes)
- Moscheea Eski Imaret (biserica Christos Pantepoptes)
- Moscheea Kefeli (biaserica catolică Sf. Nicolas)
- Moscheea Koca Mustafa Pașa ( biserica Sf. Andrei din Krisei sau pe Jurământ)
- Moscheea Vefa Kilise (probabil biserica Hagios Theodoros)
- Moscheea Gul (biserica mănăstirii Sf. Theodosius)
- Moscheea Dolmabahçe
- Coloana Arsă sau Coloana lui Constantin
- Coloana lui Marcianus
- Coloana lui Claudius Goticus
- Apeductul lui Valens
- Cisterna Basilică
- Cisterna celor 1001 coloane sau Cisterna Philoxenes
- Marele Bazar
- Bazarul Egiptean
- Piața Eminönü
- Poarta de Aur
- Fortăreața Șapte Turnuri
- Fântâna Ahmed al III-lea
- Cartier Fanar
- Cartierul Pera
- Cartierul Galata
- Zidurile de apărare antice
- Turnul Galata
- Turnul de marmură
- Turnul cu ceas Dolmabahçe
- Turnul lui Leandru
- Turnul lui Baiazid
- Turnul cu orologiu Nusretiye
- Turnul cu orologiu Yldîz
- Podul Galata
- Podul Atatürk
- Turnătoria de tunuri
- Palatul Dolmabahçe
- Palatul Beylerbey
- Palatul Çiragan
- Palatul Küçüksu
- Palatul Yildiz
- Palatul Bucoleon
- Palatul lui Constantin al VII-lea Porphirogenetul(Tekfur Sarayi)
- Rumeli hisari
- Anadolu Hisari
- Podul Bosfor
- Podul Fatih Sultan Mehmet

### Hagia Sofia

Hagia Sofia

Istoric: Numele fostei biserici (actuală moschee) poate fi interpretat Sfânta Înțelepciune și mai este numit în versiune greacă-bizantină Αγια Σοφια / Hagia Sophia. Considerată de unii autori drept cea de a opta minune a lumii antice târzii, Hagia Sofia este o glorie a geniului constructiv uman. Ea a reprezentat centrul vieții religioase a Imperiului Roman de Răsărit, servind în această postură timp de 916 ani. După cucerirea otomană a servit drept moschee alți 482 de ani, iar după anul 1935 a devenit muzeu la inițiativa marelui reformator turc Mustafa Kemal Atatürk. Din anul 2020, Hagia Sofia s-a întors la statutul de moschee.
Prima biserică cu acest nume a fost construită de împăratul Constantin I-ul cel Mare în anul 325 e.n pe locul înalt unde existase anterior un templu dedicat zeiței Artemis, pe acropolisul vechiului Byzantion. Au urmat lucrări de mărire sub urmașul ctitorului, Constantius, în anul 365 e.n și desemnarea lăcașului ca reședință episcopală a Constantinopol-ului. În anul 404 e.n biserica a fost incendiată pe timpul unei revolte legate de exilul Sfântului Ioan Chrisostom. In anul 415 e.n, împăratul Theodosius al II-lea a reconstruit biserica într-o nouă variantă arhitecturală. Acest al doilea edificiu a fost devastat și incendiat în cursul revoltei numite Nika, din anul 532 e.n, revoltă ce era pe cale să răstoarne tronul împăratului Iustinian I. După înăbușirea revoltei, împăratul a trecut la materializarea visului său de a ridica o biserică fără egal în lumea sa. A încredințat sarcina celor mai renumiți arhitecți ai timpului, Anthemius din Tralles și Isidor din Milet, sub comanda cărora au lucrat încă 100 de maiștri și 10.000 de lucrători. S-au ales cele mai valoroase materiale din imperiul aflat la o mare bogăție și întindere și s-au adus elemente valoroase de arhitectură din monumente antice, de la Efes, Cyzic, Baalbek, sau Heliopolis din Egipt. După numai cinci ani, un record pentru acele timpuri, în ziua de 26 decembrie 537 e.n, Justinian a putut exclama: Glorie Dumnezeului care m-a ajutat să săvârșesc o astfel de lucrare! Solomon te-am învins!
După numai două decenii, cutremurele puternice din 15 august 553 e.n, 14 ianuarie 557 și 7 mai 557, partea de răsărit a admirabilei cupole s-a prăbușit. Restaurarea s-a încredințat nepotului lui Isidor din Milet, iar la 24 decembrie 563, Iustinian,apăsat de vârsta de 84 de ani, a inaugurat din nou biserica iubită.
In anul 859 biserica a suferit un incendiu distrugător, iar sub domnia împăratului Vasile I-ul, un alt cutremur a prăvălit partea de apus a edificiului, la 9 februarie 869. Reparația s-a executat rapid, în anul următor, 870, deoarece imperiul era într-o perioadă de înflorire.
Un cutremur deosebit de violent, din 25 octombrie 986, a provocat bisericii stricăciuni încât s-a gândit închiderea ei definitivă. Restaurarea a durat până în anul 994, revenind arhitectului Tridates.
În fatidicul an 1204, Sfânta Sofia a fost jefuită sălbatic de nobilii creștini apuseni participanți la Cruciada a IV-a. Jaful a durat trei zile, timp în care lăcașul a fost golit de icoane prețioase încadrate de aur, argint și pietre prețioase, de candelabre din argint și aur, de cruci încrustate și ele cu pietre prețioase și de alte relicve rare.
Între anii 1204-1261, ocupanții apuseni ai Constantinopol-ului au transformat Sfânta Sofia în catedrală catolică, dar după izgonirea lor împăratul bizantin Mihail al VIII-lea Paleologos a restaurant biserica și i-a redat atributul de catedrală patriarhală ortodoxă. Foarte curând, în 1317, împăratul Andronic al II-lea Paleologos a dispus întărirea bisericii cu contraforturile de la nord-est și sud-vest.
Cutremurul din 1348 a provocat o nouă prăbușire a părții de răsărit a cupolei, iar restaurarea s-a realizat din colectă publică deoarece imperiul intrase deja în declin abrupt. Toate relatările din sec. al 15-lea, cu câteva decenii înaintea prăbușirii Imperiului Bizantin, vorbesc de o stare de întreținere jalnică a bisericii, în concordanță cu decăderea generală.
În primele decenii de ocupație otomană, locașul, devenit moschee, nu a pierdut nimic din uimitoarea lui decorație creștină de mozaic și frescă, dar la începutul sec al 16-lea acelea au fost acoperite cu un strat mizer de tencuială albă, fără a fi distruse. Otomanii au adăugat bisericii patru minarete în cele patru colțuri. Primul l-a ridicat Mahomed al II-lea Cuceritorul, cel de al doilea, fiul său Baiazid al II-lea, iar ultimele două Selim al II-lea în sec. al 16-lea, prin arhitectul turc cel mai valoros, Mimar Sinan. În anul 1573, tot acela a condus consolidarea edificiului cu noi contraforturi. Sinan a construit în interior Loja sultanului, iar în exterior mausoleul lui Selim al II-lea (1577). Cu timpul, în jurul moscheii s-au adăugat o serie de construcții mărunte cu destinații de fântână de purificare, de orologiu, de metresă și mausolee.
Arhitectura 
Planul bisericii lui Iustinian cuprindea un Atrium, perpendicular pe axa longitudinală a edificiului, un Nartex exterior (pronaos), un Nartex interior, Nava centrală, acoperită cu o cupolă gigantică, două Nave laterale și Galeriile superioare, de la etaj, galerii care înconjoară nava centrală din trei părți, sub formă de potcoavă deschisă spre altar.
Din atriumul astăzi dispărut se pătrundea în Nartexul exterior (Exonartex) prin șapte porți gigantice, iar mai departe în Nartexul interior (Esonartex) prin cinci porți bătute în bronz și decorate cu cruci aurite. Din Nartexul interior, alte nouă porți asigură comunicația cu spațiul central al bisericii. Trei porți de la sud erau destinate accesului poporului, iar altele trei de la nord erau destinate celor care solicitau adăpost spiritual. Porțile centrale, tot în număr de trei, erau rezervate împăratului și suitei sale. În mijloc, cea mai înaltă era Poarta împărătească, placată cu argint aurit, decorație jefuită de apuseni în 1204.
Cele două nartexuri sunt săli transversale alăturate și succesive, perpendiculare pe axa mediană a locașului și lungi cât toată latura acestuia. Au lungimea de 60,90 metri și lățimea de 6,03 metri, cu plafoane sub formă de bolți alternative întrepătrunse. 
Nartexul exterior era încăperea rezervată celor care nu fuseseră botezați și cărora nu li se permitea intrarea în biserică. La extremitățile lui de nord și de sud otomanii au practicat niște uși de acces în minaretele ridicate de ei. Bolțile sale întrepătrunse sunt decorate cu frescă. 
Nartexul interior are bolțile decorate cu mozaic pe fond auriu, iar zidurile placate în partea de jos cu marmură de diverse nuanțe, străbătută de vinișoare de culoare mai închisă în aceeași nuanță. Păstrează mozaicurile originale cu caractere geometrice și florare și avea menirea de a impresiona pe credincioși. 
Spațiul imens din Nava centrală stupefiază și nu poate fi cuprins dintr-o singură privire. Centrul cupolei se înalță la 55,60 metri (echivalentul unui bloc modern cu 15 etaje), având un diametru la bază de 31,36 metri(echivalentul unui bloc modern cu 9 etaje, așezat de-a latul). Cupola parcă plutește pe cele 40 de ferestre care o înconjoară la bază. Ea pare a pluti, a se înălța, purtată de lumina ferestrelor ce-i înconjoară baza. Spațiile de la parter erau rezervate bărbaților, iar cele de la galeriile etajului erau destinate femeilor.
Spațiul central al bisericii, cel mai luminat, era destinat clericilor și este mărginit pe două nivele de șiruri grațioase de coloane. La dreapta și la stânga navei centrale, la parter, se aliniază câte un rând de coloane din granit, aduse de la Efes. Nișele circulare de la colțurile spațiului central posedă opt coloane de porfir provenite de la Baalbek. Cea mai mare parte a coloanelor se termină cu capiteluri bizantine compozite, ornate cu frunze de acant. Monogramele cuplului imperial, Iustinian și Theodora sunt gravate pe fața și spatele capitelurilor. În total, biserica posedă 107 coloane, din care 40 la parter și 67 la etaj, la galerii. Cele mai înalte coloane de la parter măsoară 20 de metri înălțime, au un diametru de aproape 1,5 metri și o greutate de circa 7 tone. 
Galeriile de la etaj s-au construit deasupra navelor laterale și deasupra nartexurilor, având un plan de potcoavă cu unghiuri drepte, potcoavă deschisă spre altar. Accesul de la parter spre etaj se făcea pe la capetele Nartexului interior, urmând niște serpentine largi, pavate cu piatră bolovănoasă, serpentine asemănătoare unei scări încolăcite, dar fără trepte. Acele căi se numeau Kihlias. Cea din sud a dispărut cu ocazia lucrărilor pentru un minaret. 
Galeria centrală, poziționată în fața altarului, adică partea vestică a potcoavei galeriilor, era destinată numai împărătesei și suitei sale. Partea nordică a galeriei, a potcoavei, era destinată ca Ginaeceum sau Matroneum, fiind destinată numai femeilor care asistau la slujbe. Cea mai atractivă este galeria sudică la care se ajunge după ce se trece printr-o deschidere a unui perete subțire de marmură. Acel perete a fost adăugat mai târziu pentru a delimita Sala conciliilor, iar deschiderea a primit numele de Poarta Paradisului și a Infernului.
Uimitoarea cupolă este unită la răsărit și la apus cu câte o semicupolă cu dimensiuni asemănător de ample, acelea concurând la amplificarea grandioasă a spațiului Cupola centrală este unită cu alte trei semicupole mai mici, dintre care cea din mijloc acoperea absida altarului.
Lungimea navei centrale, incluzând absida altarului, măsoară 79,30 metri, astfel că împreună cu nartexurile edificiul atinge lungimea de circa 100 de metri. Nava centrală măsoară 32,27 metri, iar împreună cu navele laterale oferă edificiului o lățime de 70 de metri. În total construcția acoperă, cu unele anexe, suprafața de 7.500 de metri pătrați, fără a pune la socoteală atriumul pierdut. Este o suprafață o dată și jumătate mai mare decât a unui stadion modern.
Decorația 
Din mărturiile a numeroși autori creștini reiese că centrul cupolei era acoperit cu un imens mozaic reprezentând pe Iisus Pantocrator, iar pe cele patru pandantive de la baza cupolei erau reprezentați patru îngeri magnifici, cei de la răsărit executați în mozaic, iar cei de la apus în frescă.
Până în sec. al 19-lea toată decorația superioară a bisericii rămăsese neatinsă, dar niște restauratori din occident, frații Fosatti di Elveția, au pus la dispoziția turcilor mijloacele de a ajunge la înălțimile maxime ale bisericii. Turcii și-au realizat visul dea înlătura imaginea lui Iisus Pantocrator, înlocuind-o cu un verset din Coran. Tot atunci reprezentările îngerilor au fost înlocuite cu niște medalioane mari cu caligrafii arabe aurite pe fond negru. Bisericii i-ar fi trebuit numai câteva decenii pentru a-și salva bogăția decorației creștine seculare.
Zidurile laterale ale edificiului, la nord și sud, cuprinse sub arcuri mărețe, sunt străpunse de mulțime de ferestre dispuse pe mai multe rânduri. Prin ele se revarsă lumina zilei spre spațiul central de jos și spre cel de la galerii.
Întregul perimetru al spațiului central, până la galerii și Nartexul interior până la bolțile cu mozaic, sunt placate cu marmură într-o paletă coloristică discretă inimitabil de diversă. Unii autori vorbesc de peste 60 de nuanțe de marmură, cu incredibile jocuri de nervuri. Marmura albă este provenită din insula Proconessos din Marea Marmara, cea cu nuanțe verzi din insula Eubeea și din Munții Tayget, de lângă Sparta, cea cu nuanțe roz de la Synada, din Asia Mică, cea cu nuanțe de galben și roșu închis din Africa. Plăcile de marmură sunt prinse în panouri, cu desenele nervurilor așezate simetric. În navele laterale există panouri de marmură gravată, asemănătoare cu cele de deasupra Porții imperiale. Gravurile reprezintă delfini stilizați și Tridentul zeului Poseidon, simboluri emblematice ale Imperiului Roman de Răsărit 
Mozaicuri splendide s-au păstrat în diverse puncte ale bisericii. Pe semicupola absidei altarului se găsește o magnifică reprezentare a Fecioarei cu Pruncul în brațe încadrată de cei doi Arhangheli, dintre care numai Gabriel este foarte bine păstrat. Frumusețea chipurilor este încântătoare. Partea stângă a navei centrale este prevăzută cu nișe la înălțime, unde sunt reprezentate în mozaic diverse personaje religioase (sfinți și patriarhi). Nava laterală dinspre sud a păstrat minunat toată decorația mozaicală originală, din sec. al 6-lea, cu motive vegetal-florare și geometrice pe fond auriu. 
Galeriile de la etaj dețin cele mai spectaculoase mozaicuri cu figuri umane din arta bizantină, dar și acoperiri de bolți și arcuri. Se amintesc mozaicurile: Iisus încadrat de împăratul Constantin al IX-lea Monomachos și împărăteasa Zoe, un tablou al Fecioarei cu Pruncul în brațe, încadrată de Ioan al II-lea Comnen și împărăteasa Irina, un tablou al prințului nefericit Alexios, fiul celor doi, pătrunzătorul tablou Deisis, în care Iisus are alături pe Sfânta Fecioară și Sfântul Ioan Botezătorul, împăratul Alexandru, asociat la domnie cu Leon al VI-lea. 
La parter, deasupra porții imperiale se găsește un tablou valoros reprezentând pe Christos așezat pe un tron opulent, făcând cu mâna dreaptă semnul botezului și ținând în mâna stângă o carte deschisă ce poartă scris: pace vouă, eu sunt lumina lumii. În partea stânga jos se prosternează împăratul Leon al VI-lea cerând îndurare pentru greșeala celor patru căsătorii ale sale. De o parte și de alta, în medalioane sunt reprezentați Fecioara și Arhanghelul Gabriel. 
La capătul de sud al Nartexului interior, printr-o poartă amplă se ajunge într-un vestibul spațios și de acolo în exterior. Se numește vestibulul războinicilor În sec. al 10-lea acest vestibul se folosea drept cale de intrare curentă în biserică. Din el se putea pătrunde într-o încăpere privată a împăratului numită Horologion ,încăpere în care împăratul își schimba ținuta pentru slujbe. În acea încăpere se găsea o clepsidră de la care a derivat numele ei. Deasupra porții dinspre Nartexul interior se află un mozaic reprezentativ. Este vorba de imaginea Sfintei Fecioare cu Pruncul așezată pe un tron de argint, încrustat cu pietre prețioase. La dreapta, Constantin cel Mare îi oferă machete orașului, iar la stânga Justinian I-ul îi oferă machete bisericii Sfânta Sofia.
Poarta de bronz dinspre exterior a vestibulului datează din sec. 2-1 e.A, numită Frumoasa poartă, a fost adusă de la un templu elenistic din cetatea Tarsus, Asia Mică, de care este legată viața Sfântului Paul.
Curiozități 
O curiozitate o reprezintă coloana de marmură cu secțiune pătrată, plasată în extremitatea de sud-est, în spațiul central. Pe ea există o amprentă de palmă care a intrat în legendele creștine și turcești. Blocul de marmură cu amprenta palmei a fost adăugat coloanei mai târziu, fiind adus de la biserica Theodokos (localitatea Ayvansaray, Asia Mică). Amprenta este atribuită Sfintei Fecioare, care prigonită de evrei se refugiase în Asia Mică, împreună cu Sfântul Ioan Evanghelistul, în jurul anului 60 e.N.
O altă curiozitate o reprezintă o coloană cu secțiune pătrată, plasată în nava de sud în apropiere de o poartă dinspre Nartexul interior. În partea inferioară a acelei coloane există o gaură cu diametrul puțin mai mare decât degetul gros al mâinii. Este cunoscută drept Coloana care transpiră și este considerată miraculoasă pentru vindecarea bolilor de ochi. Cel interesat trebuie să introducă degetul mare în gaură și să facă o rotire a palmei în jurul găurii, pentru a culege transpirația pietrei.
Tot o curiozitate o reprezintă cele două vase ovoidale, de marmură albă, aflate de o parte și de alta a Porții imperiale, în nava centrală. Vasele au fost descoperite în ruinele anticului Pergam și aduse de turci la Constantinopol. Li s-a adăugat câte un capac și câte un robinet, pentru a servi la spălarea rituală islamică pe când funcționa aici moscheea.
Edificii adiacente 
Bisericii i s-au adăugat cu timpul alte trei construcții de interes: cea a Tezaurului (Skevophilakion), Baptiseriul (Baptiserion) și Clădirea Patriarhatului. Astăzi din ultima nu a mai rămas decât amintirea. Baptiseriul a ajuns mausoleu pentru doi sultani turci, iar clădirea străvechiului Tezaur mai dăinuie între contraforturile din nord-estul edificiului principal.

### Hipodromul
Hipodromul era o construcție sportivă de sorginte romană, un stadion îngust și mult alungit, care servea multor întreceri sportive, de circ, de gladiatori, festivităților în onorarea și celebrarea împăraților. Era conceput, în principal, pentru a găzdui întrecerile cu care de curse, întreceri devenite foarte populare la Roma și apoi cu pasiuni exagerate la Constantinopol. Cu timpul Hipodromul, ca loc de adunare masivă a locuitorilor a devenit și loc de adunări pentru comunicări, de dispute politice, centru civic de dezbateri și chiar loc de manifestări sălbatice.
Istoricul începuturilor
În anul 196 e.N, împăratul roman Septimius Severus (193-211 e.N) a cucerit orașul Byzantion de pe malul Bosfor-ului, după trei ani de asediu greu. Orașul rămăsese credincios lui Niger, contracandidatul lui Septius Severua la tronul Imperiului Roman.
Învingătorul s-a arătat necruțător cu Byzantion-ul, distrugându-l din temelii și spulberându-i fortificațiile impresionante. Ulterior, influențat de fii săi, Caracalla și Geta, a revenit la gânduri mai bune, mai ales când și-a văzut tronul asigurat și după ce spulberase pe contracandidații din Orient și Occident.
Ca urmare, împăratul a înconjurat orașul cu un nou rând de fortificații, a construit câteva palate și clădiri oficiale, dar și un hipodrom. După mai bine de un secol, Constantin cel Mare s-a lăsat impresionat de poziția strategică a orașului de pe Bosfor și l-a transformat în noua sa capitală, la 11 mai 330 e.N. Noua Romă a primit curând numele de Constantinopol-is, după numele noului său întemeietor. Printr-o așezare predestinată noua capitală s-a suprapus tot peste șapte coline, ca și Roma.
Printre alte foarte multe acțiuni de ridicare a noii capitale la un nivel demn de cel imperial, Constantin a extins și înfrumusețat Hipodromul. Rămășițele acestuia reprezintă un complex monumental cheie al Istanbul-lui. Locul este numit azi de turci At Meydani, adică Piața cailor, sau Sultanahmed Meydani, probabil în amintirea curselor de care trase de cai din antichitate și de la începutul evului mediu bizantin. Spațiul său s-a păstrat până azi, nu departe de biserica Sfânta Sofia, care se profilează la nord. A păstrat forma alungită a construcției antice, cu axa cea lungă apropiată mult de axa nord-sud., cu o foarte mică deviație.
Arhitectura
Constantin cel Mare a dispus mărirea Hipodrom-ului moștenit de la înaintași, optând pentru dimensiuni impresionante, din dorința de a copia Circus Maximus din Roma. Lungimea noului edificiu de întreceri și adunări se apropia de 450 de metri, cu o lățime exterioară de 117,5 metri și una interioară de 79,5 metri. Se estimează că putea primi în jur de 100.000 de spectatori. Extremitatea meridională a Hipodrom-ului, adică cea opusă bisericii Sfânta Sofia se termina cu un arc de cerc numit sphendone – adică praștie. În acea porțiune, platforma arenei și tribunele erau suportate de arcuri și coloane subterane. Amenajarea era menită să compenseze panta terenului ce se înclina spre țărmul Marea Marmara (Propontida). Acel mare gol de sub Hipodrom a fost transformat ulterior într-o cisternă subterană de apă potabilă pentru oraș.
Pe latura sa lungă, dinspre răsărit, adică dinspre Marea Marmara, Hipodrom-ul se alipea de Marele Palat imperial, o mare incintă palațială care cuprindea mulțime de palate, galerii, spații de protocol, biserici și grădini. Suprafața imensă a Marele Palat se alătura Hipodrom-ului printr-un edificiu special, numit Kathisma în limba greacă. Acela reprezenta tribuna imperială, legată direct de palatul Daphne. Kathisma domina Hipodromul precum o fortăreață. Ea nu se afla plasată pe mijlocul acelei laturi prelungi ci mai la sud de mijloc, mai aproape de bucla Hipodrom-ului, de praștie, adică pe unde se află astăzi intrarea în curtea Moscheii Albastre. Acea structură palațială cuprindea, pe lângă loja imperială, o sală de recepție ce comunica direct cu spațiul Marele Palat printr-o scară în spirală, spre care accesul era barat de două porți de bronz. În fața tribunei Kathisma, pe terasa Pi, se aliniau, în zilele de sărbătoare și de întreceri, ostașii gărzii palatului (scholes) și mercenari.
Cele două laturi lungi ale arenei, precum și prastia, erau rezervate publicului larg și aveau tribune acoperite cu 30-40 de rânduri de gradene. Pe sub tribune erau amenajate pasaje boltite ce făceau înconjurul arenei, pentru accesul și circulația spectatorilor.Pe latura îngustă dinspre nord, spre biserica Sfânta Sofia, străjuiau marile porți ale Hipodrom-ului, pentru accesul marelui public. Pe acea latură îngustă nu se aflau gradene pentru spectatori, așa că din punct de vedere al spațiului rezervat spectatorilor Hipodrom-ul semăna cu o potcoavă prelungă. Arena Întrecerilor era împărțită în două suprafețe de Spina, adică de un soclu central prelung, nu prea înalt, pe care se găseau așezate, ca ornament, diverse sculpturi, coloane, sau obeliscuri, o mulțime de opere sculpturale jefuite din Grecia antică, sau din alte provincii ale imperiului. Dintre toate au mai rămas astăzi în picioare, Obeliscul egiptean adus de Theodosius I-ul, Coloana zidită a lui Constantin al VII-lea Porphirogenetul și o parte din Coloana șerpuită de bronz, răpită de la Delphi, din Grecia.
În jurul arenei, exista un canal larg umplut cu apă, care se numea Euripe, ca și strâmtoarea dintre insula Eubeea și uscatul continental grec. Din acel canal se alimenta cu apă Phiala hipodromului, adică vasul în care se răcoreau luptătorii și atleții.
Parcursul de deasupra tribunelor, în formă de potcoavă, era acoperit cu o galerie susținută de o colonadă spre interior. Acea galerie servea drept cale de promenadă, de unde privirile se puteau îndrepta spre coasta Asiei, spre talazurile Propontidei și peste cartiere întinse ale capitalei.
Asemănător cu Spina, conturul canalului Euripe și cel de deasupra tribunelor, numit peripatos, erau și ele decorate cu statui ale împăraților și cu lucrări sculpturale celebre ale antichității. Acolo puteau fi văzute opera ca: Hercules al lui Lysippes, Lupul lui Romulus, Vulturul lui Apolloniuis din Tyana.
Deasupra lojii imperiale de la Kathisma erau așezați cei patru cai de bronz aurit cu quadriga și conducătorul ei, lucrare magnifică adusă din ordinul lui Theodosius al II-lea din insula Chios.
Caii antici de bronz aurit 
Minunații cai de bronz au avut un destin foarte aventuros de peregrinare și de stăpânire. În insula Chios au stat din sec. al 3-lea e.A. până în sec.al 4-lea e.N, aproximativ trei sferturi de mileniu, apoi la Constantinopol au rămas cam tot atâta timp, din sec. al 4-lea e.N până în anul 1204, când prin alt jaf au intrat în posesia Veneției. Din 1204, au fost ridicați pe fațada Bisericii San Marco, de unde au privit liniștiți până la sosirea lui Napoleon Bonaparte, în 1797. Pe timpul jafului cruciaților și al venețienilor, quadriga cu conducătorul ei de bronz s-au pierdut. Viitorul împărat al francezilor, a luat caii celebri drept captură de război și i-a mutat la Paris pentru a împodobi arcul de triumf numit Carrousel. După înfrângerea lui Napoleon de către coaliția europeană ostilă, în 1815, caii de bronz au revenit în posesia jefuitorilor anteriori, a venețienilor și au rămas acolo până în zilele noastre. Astăzi pe fațada bisericii sunt expuse intemperiilor niște copii ale cailor. Cei originali pot fi admirați într-o încăpere specială de la etajul bisericii. 
Unii autori susțin că cei patru cai celebri ar fi fost plasați pe structura de zidărie, cu bolți și porți, din nordul hipodromului, deasupra intrării publicului.
Protocol
În zilele marilor ceremonii, sau ale marilor întreceri, se deschideau larg porțile grele dinspre nord, dinspre piața Augusteon și publicul pătrundea în tribune. Acelea erau acoperite cu voaluri de mătase, după exemplul Colosseumului din Roma. Peste voaluri era împrăștiată pudră de cedru, și se presărau flori sau petale. 
Împăratul apărea în mare costumație în loja de pe Kathisma, iar împărăteasa se întrevedea discretă, împreună cu doamnele curții sale, în spatele ferestrelor cu grilaj traforat al bisericii Sfântul Ștefan, ferestre îndreptate spre Hipodrom. Atunci când o dorea, sau când protocolul o cerea, împărăteasa apărea în lojă alături de împărat și primea ovațiile alături de el. Înainte de începerea festivităților, la un semn al împăratului, se închideau grilajele tunelurilor de sub loja imperială care conduceau spre curțile Marele Palat
Evenimente memorabile
Pe timpul Imperiului Bizantin, Hipodom-ul a văzut multe atrocități și execuții, dar a rămas memorabilă pedepsirea împăratului Justinian al II-lea Rhinotmetos de către adversari. Aceluia, în anul 695, i s-a tăiat nasul și limba în văzul tuturor, în Hipodrom, după care a plecat în exil în Crimeea, la Chersones. După zece ani cel mutilat s-a întors pe tron și a avut șansa să captureze pe doi uzurpatori ai tronului său, Leontius și Tiberius al III-lea. A dipus să fie târâți pe străzi și masacrați de populația sălbatică, iar el i-a așteptat pe Hipodrom unde în văzul tutor le-a pus pe ceafă călcâiul încălțat în purpură, în delirul tribunelor. După demonstrația puterii, celor doi li s-a tăiat capul la Cynegion. Patriarhul Callinicos, care participase, în 695, la lovitura de stat, a fost orbit și exilat la Roma. Mulți alți opozanți au fost spânzurați de-a lungul Marelui Zid.
De două ori în istoria sa, Hipodrom-ul s-a transformat în scena unor revolte și ciocniri sângeroase. Prima dintre acestea s-a produs la începutul domniei lui Justinian și a pornit de la confruntarea a două facțiuni ale galeriei, transformate în facțiuni politice și religioase, Verzii și Albaștrii, în anul 532 e.N.(mai existau facțiunile Albilor și a Roșilor). Revolta s-a transformat într-o sălbatică devastare a capitalei și a monumentelor și într-o acțiune concentrată împotriva puterii imperiale. Tronul suveranului a fost salvat numai de sângele rece arătat de împărăteasa Theodora și de calitățile de comandant ferm ale generalului Belizarie. Armata, credincioasă lui Belizarie, a înăbușit răscoala numită Nika, numai după masacrarea a 40.000 de rebeli în incinta Hipodrom-ului.
Un al doilea eveniment sângeros, de mare anvergură, l-a constituit masacrarea pe suprafața fostului Hipodrom a 30.000 de ieniceri, în anul 1826, din ordinul sultanului Mahmud al II-lea. Ienicerii deveniseră o plagă pentru statul otoman și o sursă de permanente sancțiuni împotriva personalităților din guvern și chiar a sultanilor.
Sfârșitul
Hipodromul Constantinopol-ului s-a menținut utilizabil până la sfârșitul sec. al 12-lea, înainte de invazia cruciaților din Cruciada a IV-a, pe timpul căreia a fost parțial incendiat și devalizat de operele sale de artă. După recucerirea Constantinopol-ului de către bizantinii conduși de dinastia Paleologos, marele edificiu nu s-a mai putut reface. Mai târziu, otomanii nu au arătat nici un interes pentru cursele de care, sau pentru întreceri sportive. Nu cultivau o societate în care mulțimea să-și spună cuvântul în mari adunări. Ca urmare, Hipodrom-ul a rămas abandonat. Suprafața sa intrată în paragină a mai găzduit rare ceremonii oficiale turcești, precum celebrarea circumciziunii prințului Mehmad, fiul lui Murad al III-lea, defilări fastuoase ale breslelor, trecerea în revistă a unor trupe, sau concentrări ale unor forțe militare. Se poade spune că pe timpul otomanilor locul s-a menținut mult timp ca maidan pustiu, după care spre sfârșit a început a fi acoperit de o locuire mizeră și anarhică cu locuințe din lemn.

### Obeliscul egiptean
Cel mai venerabil monument păstrat pe locul fostului Hipodrom antic din Istanbul și care era plasat pe Spina din mijlocul arenei, este Obeliscul egiptean adus din valea Nilului de împăratul Theodosius al II-lea (379-395 e.N), ultimul care a stăpânit pentru scurt timp întregul Imperiu Roman, după ce stăpânise mult timp numai partea lui răsăriteană..
La origine, în anul 1490 e.A, faraonul egiptean Tuthmosis al III-lea (1504-1450) a ridicat acest obelisc la sud de cel de al 7-lea pilon al giganticului templu de la Karnak, în onoarea victoriilor lui militare.
Obeliscul a fost dislocat pe timpul împăratului roman Constantius al II-lea (337-361 e.N), urmaș al lui Constantin cel Mare, și transportat la Alexandria în același timp cu obeliscul care se găsește astăzi, la Roma, în fața bisericii din Latran. Obeliscul ce străjuie azi în Hipodrom, a trebuit să aștepte zeci de ani pentru a trece marea la Constantinopol, în anul 390 e.N, an în care și-a luat locul pe Spina.
Este o lucrare splendid lucrată, un monolit din granit roz de Syena. Partea de jos îi lipsește, astfel că acum are numai înălțimea de 19,6 metri, sau 25,6 metri împreună cu piedestalul, sau soclul cel nou. Se sprijină pe patru cuburi de bronz cu latura de 0,45 metri, interpuse între el și soclul de marmură.
Obeliscul este inscripționat pe cele patru fețe cu hieroglife care celebrează victoriile faraonului pe malurile Eufratului, către anul 1450 e.A. Piedestalul de marmură albă este bogat ornamentat cu basoreliefuri de mare interes din perioada lui Theodosius I-ul, iar reparațiile care se observă în trupul de marmură trimit gândurile la un eventual accident suferit de acel bloc imens. Străpungerea lui de un canal de canalizare vorbește de o altă etapă nefericită a soclului, dinaintea folosirii lui ca postament pentru obeliscul adus din Egipt. Avarierea soclului poate fi legată de consecințele unui eventual cutremur în bătrâna capitală.
Pe fața de răsărit a soclului există o inscripție în limba latină, astăzi ilizibilă, dar care a avut șansa de a fi transmisă posterității de un vizitator din sec. al 16-lea. O inscripție similară, dar cu un conținut oarecum diferit, se găsește pe partea de apus a soclului, săpată în limba greacă bizantină. Ambele vorvesc de reînălțarea obeliscului din ordinal lui Theodosius I-ul, de către un guvernator numit Proclus.
Obeliscul egiptean este monumental cel mai vechi și valoros dintre cele care dau pitoresc istoric fostului spațiu atât de văduvit al Hipodrom-ului antic. El dăinuie spre centrul spațiului, al fostei arene, vis-à-vis de Moscheea Albastră, mărturie demnă a unui trecut bogat, fastuos și glorios.

### Coloana zidită a împăratului Constantin al VII-lea Porphirogenetul
În partea sudică a fostului Hipodrom antic din Istanbul pe aliniamentul central al Spinei se ridică cu orgoliu Coloana zidită a împăratului Constantin al VII-lea Porphirogenetul (913-959). Monumentul seamănă până la identificare cu un obelisc egiptean, numai că nu are un corp monolitic, fiind edificată prin zidirea unor blocuri modeste de piatră albicioasă, înnegrită pe alocuri, pe la rosturi, de scurgerea apelor intemperiilor timp de peste un mileniu.
Unele mărturii afirmă că pe același loc a existat o astfel de coloană încă din sec. al 4-lea e.N, coloană pe care împăratul din sec. al 10-lea a reamenajat-o, a înălțat-o și a ornamentat-o. Constantin al VII-lea Porphirogenetul s-a ocupat de această operă în anul 940, când a acoperit-o integral cu plăci de bronz aurit, plăci pe care erau săpate reliefuri ce reprezentau fermieri și pescari. Plăcile au fost smulse de nobilii cruciați apuseni, în 1204, și apoi topite pentru turnarea de monede. În afara reliefurilor, plăcile purtau și inscripții în limba greacă.
Coloana zidită este un monument avântat, cu o înălțime de 32 de metri și cu vârf piramidal, asemănător celor egiptene. Pe cele patru fețe ale sale, blocurile din zidărie prezintă rupturi neregulate, mărturie a brutalității sălbatice și inconștiente cu care s-au smuls plăcile de bronz. Nu este exclus ca nobilii cruciați să fi trăit cu speranța ca din acele plăci să recupereze și aur. Astăzi coloana zidită stă mărturie a măreției bizantine și nimiciei creștinilor apuseni, încă barbari în sec. al 13-lea.

### Coloana șerpuită
Un vestigiu extrem de valoros al Spinei hipodromului este Coloana șerpuită. Aceasta este cuprinsă între Obeliscul egiptean, la nord, și Coloana zidită, la sud,și se bucură de locul al doilea, ca venerabilitate. Ea este mai veche cu 1400 de ani față de Coloana zidită și mai tânără cu 1000 de ani decât de Obeliscul egiptean.
La origine, această coloană ieșită din comun, turnată din bronz, a dăinuit în fața templului lui Apollo de la Delphi, Grecia. Reprezenta un monument de amintire pentru bătălia de la Plateea, din anul 479 e.A, în care cetățile grecești aliate au învins categoric armatele persane ale regelui Xerxes I-ul.
La Delphi Coloana șerpuită avea o bază în formă de clopot și era plasată în spatele altarului din fața templului lui Apollo. În anul 326 e.N, împăratul Constantin cel Mare a dispus mutarea ei la viitorul Constantinopol, pe Spina hipodromului. Conform tradiției cei trei șerpi care formează corpul coloanei s-au turnat din bronzul scuturilor soldaților persani morți la Plateea. De asemenea, se zice că pentru acest monument grecii au dăruit a zecea parte din prada de război, capturată în tabăra persană de la Plateea, a generalului Mardonios.
Împletitura celor trei șerpi are un diametru de circa 50 de cm și se înalță la 8 metri. Capetele reptilelor erau despărțite larg în partea terminală a coloanei și purtau un trepied de aur care susținea un vas tot de aur. Numele celor 31 de cetăți grecești victorioase în bătăliile de la Salamina și Plateea s-au găsit gravate, în 1855, în partea de jos a coloanei, într-o celebră inscripție. Trepiedul de aur, împreună cu vasul de deasupra, au fost luate de conducerea Phocidei, care își revendica dreptul asupra sanctuarului de la Delphi, pentru a le topi și a plăti mercenarii folosiți în cel de al treilea război sacru, dintre 356-346 e.A. Așa că la Constantinopol a ajuns, după scurgerea a șapte lungi secole, numai trunchiul coloanei, format din trei șerpi încolăciți. Din întreaga coloană astăzi nu a mai rămas decât o bucată de 5,5 metri de la bază, cele trei capete ale reptilelor dispărând pe la anul 1700, ca urmare a unor jocuri stupide de tragere asupra lor cu diverse proiectile. Unul dintre capete a intrat totuși în proprietatea Muzeului de Arheologie din Istanbul în anul 1848 și este expus astăzi acolo la etajul al doilea. Este vorba numai de maxilarul superior al unuia dintre șerpi, găsit cu totul întâmplător la săpăturile din jurul bisericii Sfânta Sofia, în 1848.
De altfel, atât creștinii, cât și musulmanii, văzând în șerpi niște demoni, au încercat mutilarea lor de mai multe ori. O încercare de mutilare este semnalată pe timpul împăratului Theophilos I-ul (829-842). O legendă spune că sultanul Mahomed al II-lea Cuceritorul, care zdrobise falca unui șarpe cu o lovitură de buzdugan, a dispus protejarea monumentului după ce orașul a trăit o invazie de șerpi. Se pare că în lur de 250 de ani turcii au respectat monumentul, el apărând în unele miniaturi turcești în întregime, cu cele trei capete răsfirate în trei direcții, tocmai în postura din care puteau susține trepiedul cu vas de aur.
Cele șaptesprezece secole scurse de la nașterea Hipodromu-lui își fac simțită trecerea și prin creșterea nivelului solului cu aproximativ 3,5 metri, astfel că bazele Obeliscului egiptean, a Coloanei zidite și a Coloanei șerpuite ce au dăinuit pe Spina sunt astăzi adâncite în sol, iar în jurul lor s-au excavat gropi circulare de protecție placate cu piatră.

### Fântâna împăratului german Wilhelm al II-lea
La capătul de nord, dinspre biserica Sfânta Sofia, actuala grădină amenajată deasupra arenei fostului Hipodrom se încheie cu Fântâna lui Wilhelm la II-lea, Keiserul Germaniei, numită și Fântâna germană, construită în memoria celei de a doua vuzite a împăratului german la Constantinopol și inaugurată la aniversarea sa din 27 ianuarie 1901. 
Edificiul a fost conceput de arhitectul italian Spitta și realizat de către o echipă de arhitecți germani. Elementele constructive s-au executat în Germania și s-au transportat pe malul Bosfor-ului, după care s-au pus în operă în acea piață numită de turci Sultanahmed, nu piața Hipodromului. Fântâna se află, cu aproximație, pe locul vechilor porți ale Hipodrom-ului,
Ea s-a conceput în stil neo-renascentist cu un plan octogonal. Interiorul cupolei fântânei este acoperit cu mozaic, iar cupola se sprijină pe opt coloane de porfir verde de talie joasă. Deasupra arcurilor dintre coloane sunt plasate opt medalioane cu monograma sultanului și cu inițialele împăratului Wilhelm al II-lea, ca dovadă a fraternității turco-germane.

### Palatul de Antiohia
Palatul se ridica la nord-vest de marea intrare în Hipodrom, nu prea departe. Vestigiile lui ocupă astăzi aceeași poziție față de Fântâna împăratului Wilhelm al II-lea, pe drumul spre Marele Bazar și în vecinătatea modestei moschei Firuz Aga. O parte a palatului a fost transformată, un timp, într-o biserică dedicată Sfintei Euphemia de Chalcedon, moartă prin martiraj în anul 307 e.N. Principalele relicve ale locașului dispărut sunt păstrate la Patriarhatul Ecumenic Ortodox în cartierul Fanar
Capul Sfintei a fost răpit de cruciați și se află la abația Lucella, din fostul principat de Basel (Bâle).
Pe timpul unor săpături din 1939 s-au descoperit în acel loc multe fresce, depozitate ulterior la Muzeul de Arheologie. Astăzi se mai poate vedea suprafața circulară dalată cu piatră pe care se presupune că ar fi avut loc martirajul sfintei. În imediata apropiere se ridică Palatul de Justiție a cărui construcție a acoperit o mare parte din suprafața Palatului de Antiohia.
Rămășițele de ziduri ale fostului palat și ale cercului martirajului au fost consolidate și fac parte integrantă dintr-un mic părculeț de la nord-vest de grădina actuală a hipodromului. Acolo s-a amenajat din blocuri de piatră un mic teatru în aer liber, cu 3-4 gradene circulare scurte, pentru spectacole de copii sau amatori.

## Evenimente culturale majore
Bienala de la Istanbul
Videoclipul piesei Isyankar a interpretului pop turc Mustafa Sandal este filmat în Istanbul.

## Personalități
- André Chénier (1762 - 1794), poet francez;
- Henri Fayol (1841 – 1925), inginer, om de afaceri;
- Calouste Gulbenkian (1869 – 1955), om de afaceri, filantrop;
- Mehmet Akif Ersoy (1873 – 1936), scriitor;
- Iulius Martov (1873 – 1923), om politic;
- İsmail Enver (1881 - 1922), ofițer, pașă;
- Elia Kazan (1909 - 2003), cineast;
- Alfonso Thiele (1922 - 1986), pilot de formula 1;
- Charles Gérard (1922 - 2019), cineast francez;
- Ahmet Ertegun (1923 - 2006), om de afaceri, filantrop;
- Bülent Ecevit (1925 - 2006), om politic, fost premier;
- Leyla Gencer (1928 - 2008), soprană;
- Tansu Çiller (n. 1946), om politic, fost premier;
- Ajda Pekkan (n. 1946), cântăreață;
- Mesut Yılmaz (1947 - 2020), om politic, fost premier;
- Bülent Ersoy (n. 1952), actriță, cântăreață;
- Orhan Pamuk (n. 1952), scriitor, laureat Nobel;
- Tchéky Karyo (n. 1953), actor, muzician;
- Recep Tayyip Erdoğan (n. 1954), președinte al Turciei;
- Nuri Bilge Ceylan (n. 1959), regizor, actor;
- Sertab Erener (n. 1964), cântăreață;
- Mustafa Sandal (n. 1970), cântăreț;
- Hande Yener (n. 1973), cântăreață;
- Cüneyt Çakır (n. 1976), arbitru;
- Hayko Cepkin (n. 1978), muzician, actor;
- Emre Belözoğlu (n. 1980), fotbalist;
- Volkan Demirel (n. 1981), fotbalist;
- Arda Turan (n. 1987), fotbalist;
- Aras Özbiliz (n. 1990), fotbalist;
- Ianis Hagi (n. 1998), fotbalist român.